# Liste der Biografien/Sac
Liste der Biografien |
Portal Biografien |
Personensuche
# |
A |
B |
C |
D |
E |
F |
G |
H |
I |
J |
K |
L |
M |
N |
O |
P |
Q |
R |
S |
T |
U |
V |
W |
X |
Y |
Z |
?
 
Sa |
Sb |
Sc |
Sd |
Se |
Sf |
Sg |
Sh |
Si |
Sj |
Sk |
Sl |
Sm |
Sn |
So |
Sp |
Sq |
Sr |
Ss |
St |
Su |
Sv |
Sw |
Sy |
Sz
 
Saa |
Sab |
Sac |
Sad |
Sae |
Saf |
Sag |
Sah |
Sai |
Saj |
Sak |
Sal |
Sam |
San |
Sao |
Sap |
Saq |
Sar |
Sas |
Sat |
Sau |
Sav |
Saw |
Sax |
Say |
Saz
Die Liste der Biografien führt alle Personen auf, die in der deutschsprachigen Wikipedia einen Artikel haben. Dieses ist eine Teilliste mit 586 Einträgen von Personen, deren Namen mit den Buchstaben „Sac“ beginnt.

## Sac
- Saç, Havin Funda (* 1984), türkische Schauspielerin

### Saca
- Saca, Antonio (* 1965), salvadorianischer Medienunternehmer und Politiker, Präsident von El Salvador
- Sacajawea († 1812), Shoshone-Indianerin, Mitglied der Lewis-und-Clark-ExpeditionSacajawea († 1812)

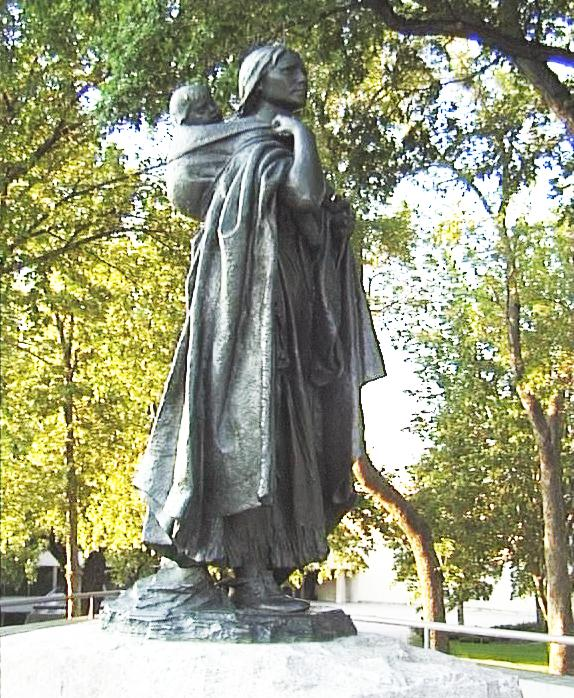
Sacajawea († 1812)

- Săcăleanu, Ciprian (* 1978), rumänischer Handballspieler
- Săcălici, Elena (1935–1959), rumänische Kunstturnerin
- Sacasa Sarria, Roberto (1840–1896), nicaraguanischer Politiker, Präsident von Nicaragua (1889–1891 und 1891–1893)
- Sacasa, Juan Bautista (1874–1946), nicaraguanischer Politiker, Präsident von Nicaragua (1933–1936)
- Sacayán, Diana (1975–2015), argentinische LGBT-Aktivistin

### Sacc
- Sacca, Brian (* 1978), US-amerikanischer Comedian, Schauspieler und Drehbuchautor
- Saccà, Roberto (* 1961), deutsch-italienischer Opernsänger (Tenor)
- Saccaggi, Cesare (1868–1934), italienischer Maler
- Saccani, Rico (* 1952), amerikanischer Dirigent
- Saccardo, Alessio (* 1940), italienischer Ordensgeistlicher, emeritierter römisch-katholischer Bischof von Ponta de Pedras
- Saccardo, Pier Andrea (1845–1920), italienischer Botaniker (Mykologe)
- Saccarelli, Emanuele (* 1971), italienischer Politikwissenschaftler
- Saccaro, Gianluigi (1938–2021), italienischer Fechter
- Saccheri, Giovanni Girolamo (1667–1733), italienischer Ordensgeistlicher, Philosoph, Theologe und Mathematiker
- Sacchetti, Dardano (* 1944), italienischer Drehbuchautor
- Sacchetti, Franco († 1400), italienischer Schriftsteller
- Sacchetti, Giulio Cesare (1587–1663), italienischer Kurienkardinal der Römischen Kirche
- Sacchetti, Stefano (* 1972), italienischer Fußballspieler und -trainer
- Sacchetti, Umberto (1874–1944), italienischer Opernsänger
- Sacchetti, Urbano (1640–1705), italienischer Geistlicher, Bischof von Viterbo und Kardinal
- Sacchetto, Rita (1880–1959), deutsche Tänzerin und Schauspielerin
- Sacchi, Andrea (1599–1661), italienischer Maler
- Sacchi, Arrigo (* 1946), italienischer Fußballspieler und -trainerArrigo Sacchi (* 1946)

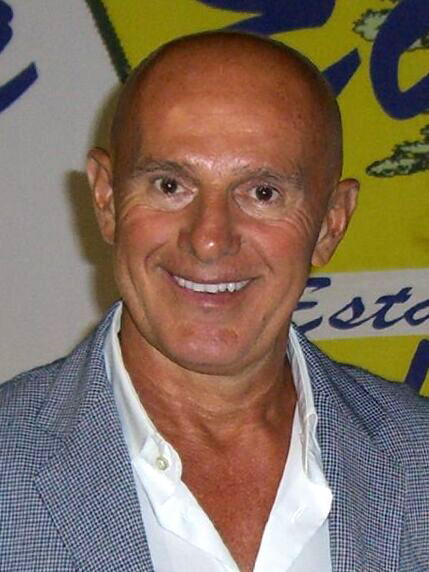
Arrigo Sacchi (* 1946)

- Sacchi, Carlo (1752–1826), Schweizer Anwalt, Politiker, Tessiner Grossrat und Staatsrat
- Sacchi, Enzo (1926–1988), italienischer Radrennfahrer
- Sacchi, Fabio (* 1974), italienischer Radrennfahrer
- Sacchi, Fabrizia (* 1971), italienische Schauspielerin
- Sacchi, Federico (1936–2023), argentinischer Fußballspieler und -trainer
- Sacchi, Filippo (1887–1971), Journalist, Schriftsteller, Filmkritiker und Lehrer
- Sacchi, Floraleda (* 1978), italienische Harfenistin, Komponistin und Musikwissenschaftlerin
- Sacchi, Gaetano (1824–1886), italienischer Politiker, Karbonar und Flüchtling in Zürich und Locarno
- Sacchi, Gianni (* 1960), italienischer Geistlicher, Bischof von Casale Monferrato
- Sacchi, Luca (* 1968), italienischer Schwimmer
- Sacchi, Luigi (1805–1861), italienischer Maler, Holzschneider, Graveur, Lithograf und Fotograf
- Sacchin, Christopher (* 1983), italienischer Wasserspringer
- Sacchini, Antonio (1730–1786), italienischer Komponist
- Sacchini, Louis (* 1930), US-amerikanischer Klarinettist und Musikpädagoge
- Sacco, Albert (* 1949), US-amerikanischer Astronaut
- Sacco, Antonio, uruguayischer Fußballspieler
- Sacco, Arduino (* 1950), italienischer Pornofilmregisseur, Drehbuchautor und Verleger
- Sacco, Bruno (1933–2024), italienisch-deutscher Konstrukteur und Designer, „Stilist“ bei Mercedes-BenzBruno Sacco (1933–2024)

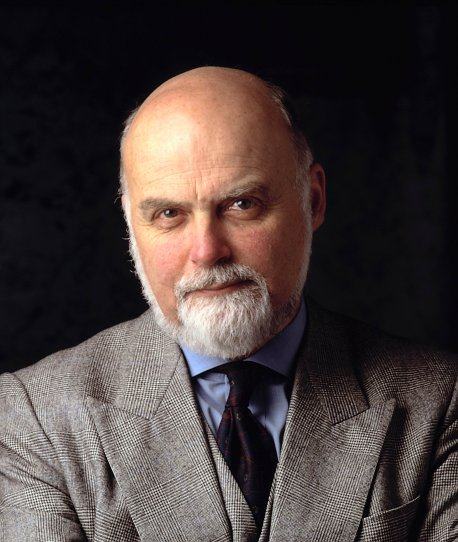
Bruno Sacco (1933–2024)

- Sacco, David (* 1970), US-amerikanischer Eishockeyspieler
- Sacco, Federico (1864–1948), italienischer Geologe und Paläontologe
- Sacco, Joe (* 1960), maltesisch-US-amerikanischer ComiczeichnerJoe Sacco (* 1960)

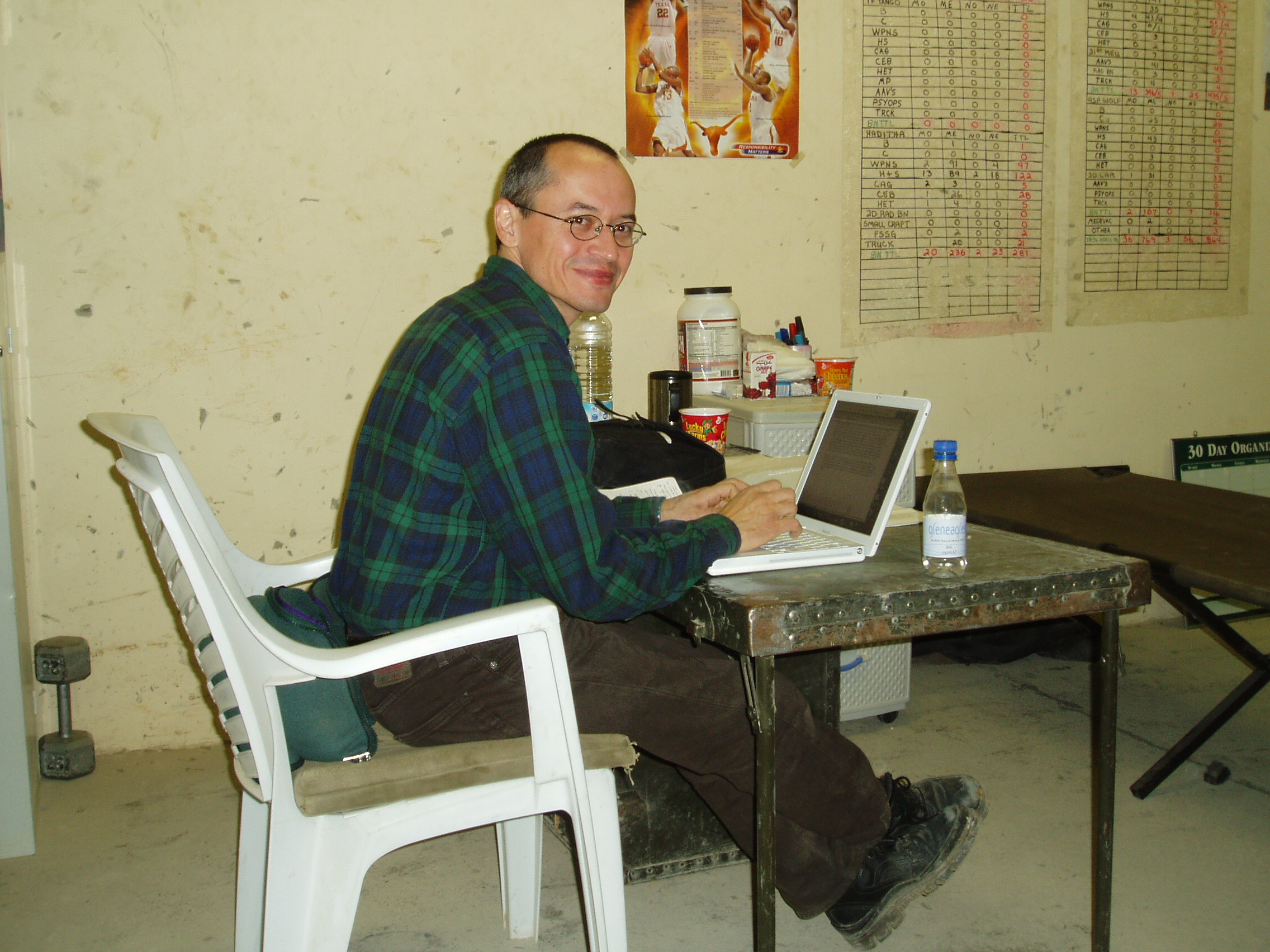
Joe Sacco (* 1960)

- Sacco, Joe (* 1969), US-amerikanischer Eishockeyspieler und -trainer
- Sacco, Johanna (1754–1802), österreichische Schauspielerin und Tänzerin
- Sacco, Nicola (1891–1927), Anarchist
- Sacco, Ubaldo Néstor (1955–1997), argentinischer Boxer im Halbweltergewicht, Weltmeister
- Sacco, Vincenzo (1681–1744), italienischer Jurist und Gelehrter
- Saccomanni, Fabrizio (1942–2019), italienischer Ökonom und Finanzminister
- Saccomanno, Guillermo (* 1948), argentinischer Journalist und Schriftsteller
- Saccomanno, Santo (1833–1914), italienischer Bildhauer
- Sacconay, Marc Charles Frédéric de (1714–1788), Waadtländer und Berner Offizier und Magistrat
- Sacconi, Anna (* 1938), italienische Altphilologin und Mykenologin
- Sacconi, Carlo (1808–1889), italienischer Diplomat und Kurienkardinal der Römisch-Katholischen Kirche
- Sacconi, Giuseppe (1854–1905), italienischer Architekt
- Sacconi, Guido (1948–2023), italienischer Politiker, MdEP
- Sacconi, Maurizio (* 1950), italienischer Politiker (Popolo della Libertà), Mitglied der Camera dei deputati

### Sace
- Saceanu, Christian (* 1968), deutscher Tennisspieler
- Sacer, Gottfried Wilhelm (1635–1699), deutscher Dichter, Satiriker und Poetiker
- Sacerdos von Limoges, Bischof von Limoges
- Sacerdote de Lustig, Eugenia (1910–2011), italienisch-argentinische Medizinerin
- Sacerdoțeanu, Fenelon (1902–1982), rumänischer Allgemeinarzt, Oberst der Rumänischen Armee, Präsident der Gewerkschaft SLOMR Temeswar
- Sacerdoti, Giorgio (* 1943), italienischer Hochschullehrer, Mitglied am Appellate Body der WTO
- Sacerdoti, Piero (1905–1966), italienischer Jurist, Versicherungsmanager und Hochschullehrer
- Sacetôt, Isaac Anton de Sansdouville Dupuis de (1662–1700), französisch-kurfürstlich-hannoverscher Oberstallmeister, Mitbegründer einer Hugenottengemeinde und Stifter

### Sach
- Sach, August (1837–1929), deutscher Gymnasiallehrer und Historiker
- Sach, Christian (* 1958), deutscher Segler
- Sach, Helge (* 1956), deutscher Segler und Segeltrainer

#### Sacha
- Sacha, Mariusz (* 1987), polnischer Fußballspieler
- Sachar, Louis (* 1954), US-amerikanischer SchriftstellerLouis Sachar (* 1954)

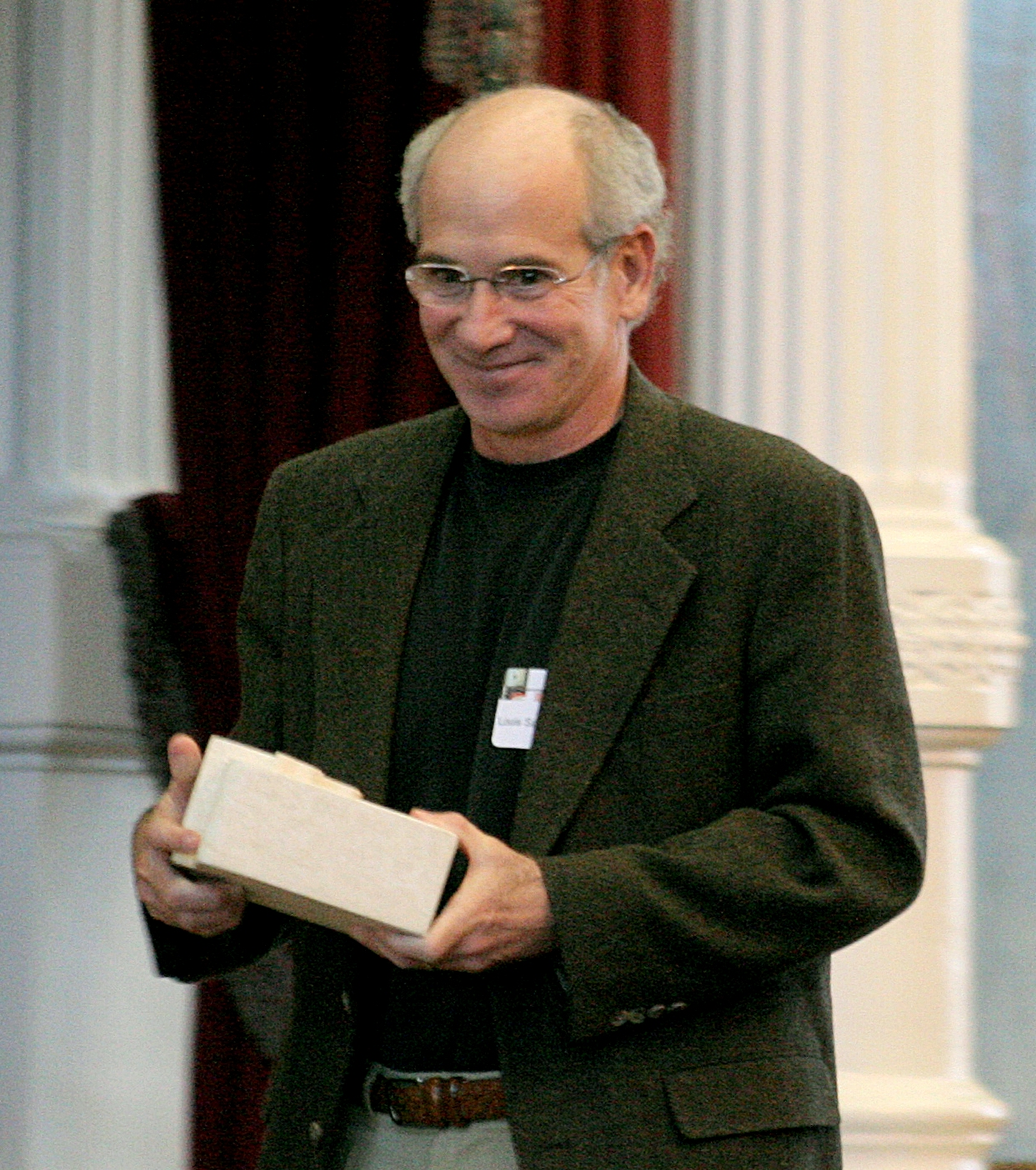
Louis Sachar (* 1954)

- Sacharanka, Juryj (* 1952), belarussischer Politiker und Innenminister
- Sacharau, Kanstanzin (* 1985), belarussischer Eishockeyspieler
- Sacharau, Maksim (* 1992), belarussischer Eishockeyspieler
- Sacharenko, Michail Georgijewitsch (* 1947), russischer Admiral
- Sacharenkowa, Tatjana Jakowlewna (* 1958), russische Politikerin
- Sacharewitsch, Juri Iwanowitsch (* 1963), sowjetischer Gewichtheber
- Sacharewitsch, Waleri Wladimirowitsch (* 1967), russischer Degenfechter
- Sacharias, Eugen (1906–2002), deutsch-estnischer Architekt
- Sachariew, Krum (* 1996), bulgarischer Leichtathlet
- Sachariew, Sachari Simeonow (1904–1987), bulgarischer Politiker und General
- Sachariewa, Ekaterina (* 1975), bulgarische Politikerin, Außenministerin Bulgariens
- Sachariewa, Sonja (* 1955), bulgarische Leichtathletin
- Sacharja, Zeitgenosse des Propheten Haggai
- Sacharjan, Arsen Norairowitsch (* 2003), russischer Fußballspieler
- Sacharjejew, Jurij (* 2002), ukrainischer Boxer
- Sacharjewski, Alexander Nikolajewitsch (1894–1965), russischer Physiker und Hochschullehrer
- Sacharjina, Anastassija Romanowna († 1560), russische Zarin und Gemahlin des Zaren Iwan IV.
- Sacharka, Wassil (1877–1943), belarussischer Politiker
- Sacharkin, Alexander Wladimirowitsch (* 1961), russischer Gewerkschaftsgründer
- Sacharoff, Alexander (1886–1963), russisch-jüdischer Tänzer
- Sacharow, Alexander Walentinowitsch (* 1941), russischer Physiker
- Sacharow, Andrei Dmitrijewitsch (1921–1989), sowjetischer Kernphysiker, Dissident, FriedensnobelpreisträgerAndrei Dmitrijewitsch Sacharow (1921–1989)

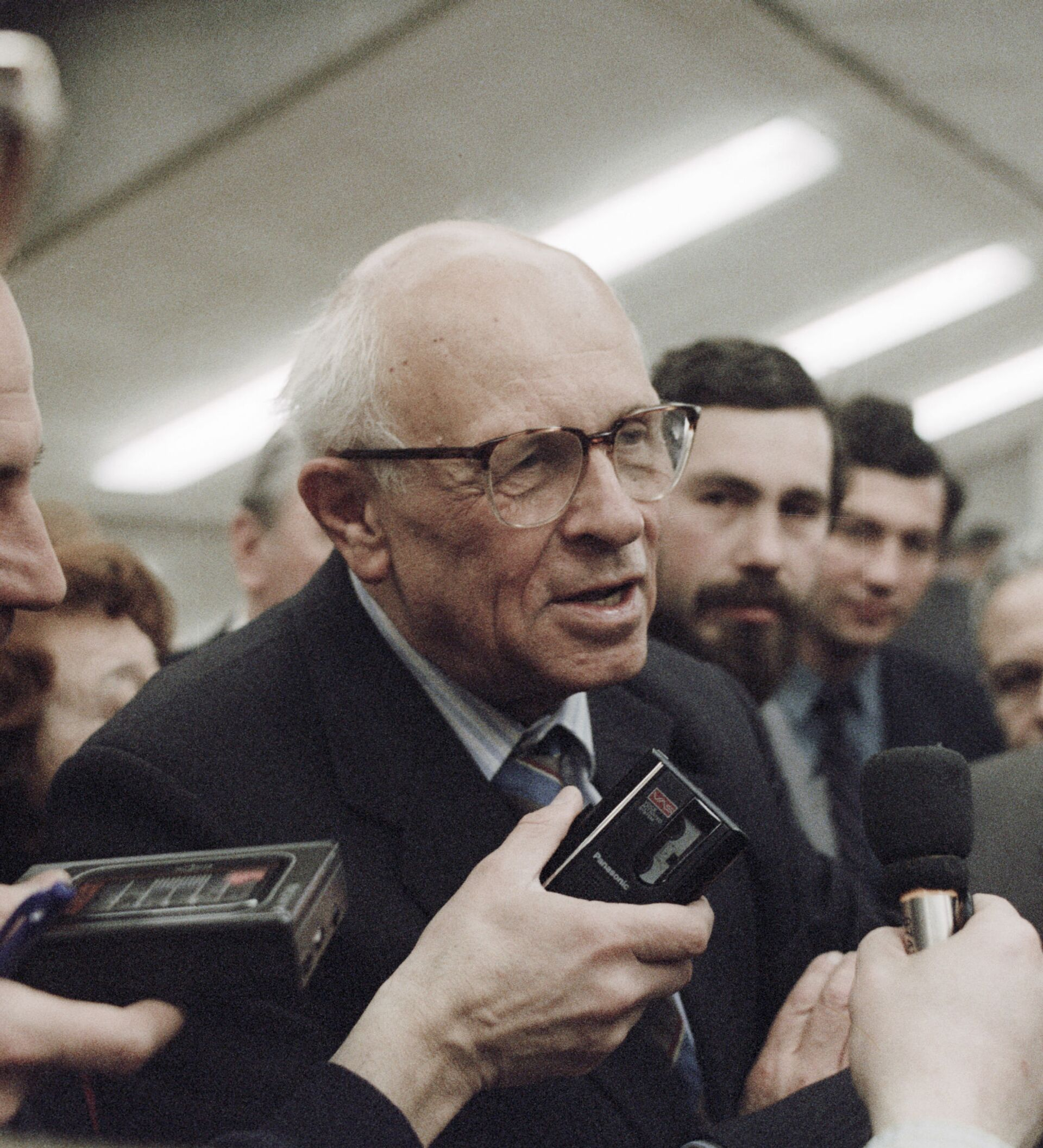
Andrei Dmitrijewitsch Sacharow (1921–1989)

- Sacharow, Andrejan Dmitrijewitsch (1761–1811), russischer Architekt
- Sacharow, Anton (* 1986), ukrainischer Wasserspringer
- Sacharow, Artjom (* 1991), kasachischer Radrennfahrer
- Sacharow, Boris (1899–1959), deutscher Yogalehrer
- Sacharow, Denis Wiktorowitsch (* 1984), russischer Handballspieler
- Sacharow, Fjodor Sacharowitsch (1919–1997), sowjetisch-ukrainischer Maler
- Sacharow, Georgi Fjodorowitsch (1897–1957), sowjetischer Armeegeneral
- Sacharow, Igor Konstantinowitsch (1912–1977), russischer Emigrant, Söldner, deutscher Agent
- Sacharow, Ilja Leonidowitsch (* 1991), russischer Wasserspringer
- Sacharow, Iwan Iljitsch (1816–1885), russischer Diplomat und Philologe; Hochschullehrer in St. Petersburg
- Sacharow, Iwan Petrowitsch (1807–1863), russischer Ethnograph, Altertumsforscher und Folklorist
- Sacharow, Mark Anatoljewitsch (1933–2019), russischer Regisseur und Drehbuchautor
- Sacharow, Matwei Wassiljewitsch (1898–1972), sowjetischer Offizier, zuletzt Marschall der Sowjetunion
- Sacharow, Ruslan Albertowitsch (* 1987), russischer Shorttracker
- Sacharow, Sophroni (1896–1993), orthodoxer Archimandrit und Klostergründer
- Sacharow, Wadim Borissowitsch (* 1963), sowjetischer Skispringer
- Sacharow, Walentin Iwanowitsch (* 1940), russischer Physiker
- Sacharow, Wiktor (* 1994), ukrainischer Eishockeyspieler
- Sacharow, Witalij (* 1990), ukrainischer Naturbahnrodler
- Sacharow, Wladimir Anatoljewitsch (* 1960), sowjetisch-russischer Mathematiker, Kybernetiker und Hochschullehrer
- Sacharow, Wladimir Jewgenjewitsch (1939–2023), russischer Physiker und Mathematiker
- Sacharow, Wladimir Wiktorowitsch (1853–1920), kaiserlich russischer Offizier, zuletzt General der Kavallerie
- Sacharow-Ross, Igor (* 1947), sowjetischer bzw. russischer Künstler
- Sacharow-Tschetschenez, Pjotr Sacharowitsch (1816–1846), russischer Maler
- Sacharowa, Anastassija Wladimirowna (* 2002), russische Tennisspielerin
- Sacharowa, Jewgenija Sergejewna (* 1994), russische Shorttrackerin
- Sacharowa, Larissa Georgijewna (1933–2017), sowjetisch-russische Historikerin und Hochschullehrerin
- Sacharowa, Marija Wladimirowna (* 1975), russische Diplomatin und PressesprecherinMarija Wladimirowna Sacharowa (* 1975)

Marija Wladimirowna Sacharowa (* 1975)

- Sacharowa, Marina Sergejewna (1917–1998), sowjetische bzw. russische Geologin, Geochemikerin und Hochschullehrerin
- Sacharowa, Stella (* 1963), ukrainische Kunstturnerin
- Sacharowa, Swetlana, sowjetische Skilangläuferin
- Sacharowa, Swetlana Jurjewna (* 1979), russische Balletttänzerin
- Sacharowa, Swetlana Wladimirowna (* 1970), russische Marathonläuferin
- Sacharowa, Tatjana (* 1969), russische Sprinterin
- Sacharowi, Glacho (1903–1992), georgischer Sänger
- Sachartschenja, Boris Petrowitsch (1928–2005), belarussisch-sowjetischer Festkörperphysiker und Hochschullehrer
- Sachartschenko, Alexander Wladimirowitsch (1976–2018), ukrainischer Ministerpräsident der Volksrepublik Donezk
- Sachartschenko, Eduard Oleksandrowytsch (* 1995), ukrainisch-russischer Eishockeytorwart
- Sachartschenko, Wadim Wiktorowitsch (1929–2007), russischer Theater- und Filmschauspieler
- Sachartschenko, Witalij (* 1963), ukrainischer Politiker, Innenminister der Ukraine
- Sachartschuk, Stepan Alexandrowitsch (* 1986), russischer Eishockeyspieler
- Sacharuk, Aleksandr (* 1977), litauischer Jurist und Politiker, Mitglied des Seimas
- Sachau, Carl Lorenz (1823–1882), deutscher Jurist in dänischen Diensten, Stadthauptmann, Heimatforscher
- Sachau, Eduard (1845–1930), deutscher Orientalist
- Sachau, Hans-Joachim (* 1944), deutscher Brigadegeneral des Heeres der Bundeswehr
- Sachau, Janina (* 1976), deutsche Schauspielerin, Synchronsprecherin und HörspielsprecherinJanina Sachau (* 1976)

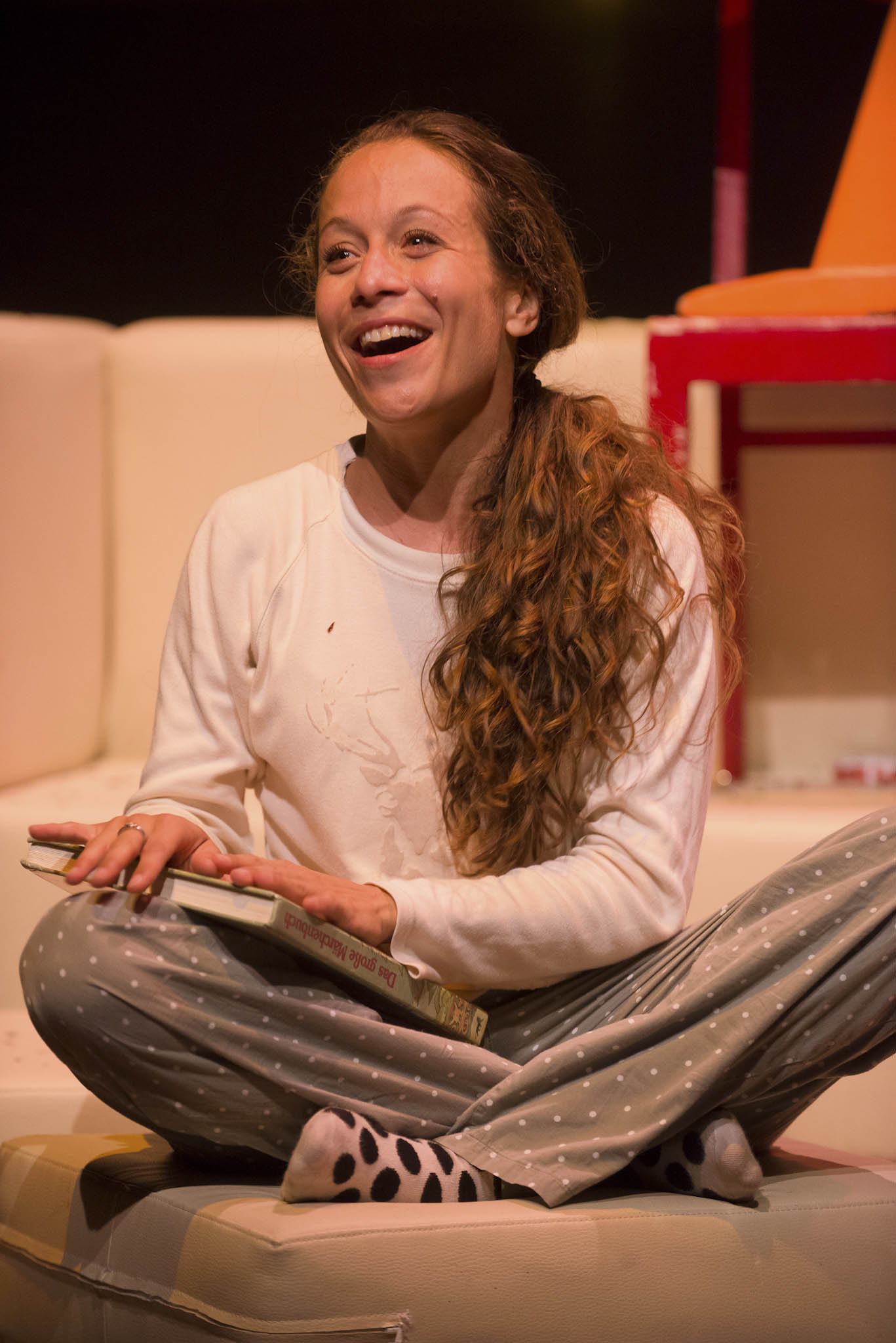
Janina Sachau (* 1976)

- Sachau, Klauspeter (1940–2023), deutscher Literaturveranstalter
- Sachau, Matthias (* 1969), deutscher Schriftsteller
- Sachau, Nikolaus II. († 1449), deutscher Rechtsgelehrter und Bischof von Lübeck
- Sachau, Theodor (1854–1934), deutscher evangelischer Pastor und Heimathistoriker
- Sachāwī, Schams ad-Dīn as- (1427–1497), Hadith-Gelehrter, Prosopograph und Historiograph im mamlukenzeitlichen Ägypten

#### Sachd
- Sachdev, G. S. (1935–2018), indischer Flötist und Musikpädagoge
- Sachdev, Padma (1940–2021), indische Dichterin und Autorin
- Sachdev, Subir (* 1961), indisch-US-amerikanischer Physiker
- Sachdev, Tania (* 1986), indische Schachspielerin
- Sachdeva, Taruni (1998–2012), indische Schauspielerin

#### Sache
- Sachen Künga Nyingpo (1092–1158), Meister des tibetischen Buddhismus
- Sachenbacher-Stehle, Evi (* 1980), deutsche SkilangläuferinEvi Sachenbacher-Stehle (* 1980)

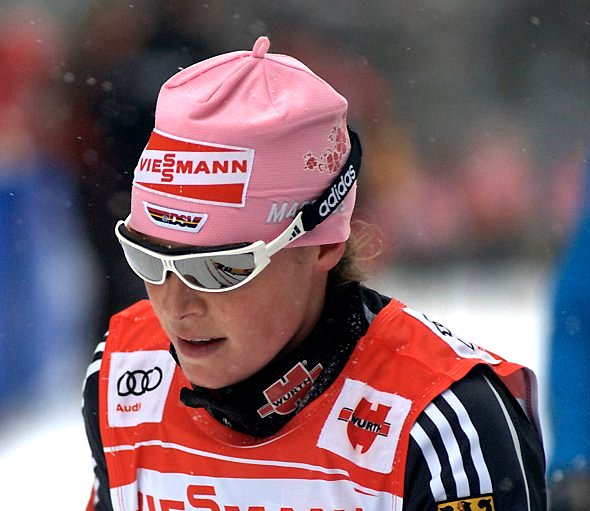
Evi Sachenbacher-Stehle (* 1980)

- Sacher, Anna (1859–1930), österreichische Hotelbesitzerin und Gastronomin
- Sacher, Dagmar (* 1966), deutsche Juristin und Richterin am Bundesgerichtshof
- Sacher, Eduard (1843–1892), österreichischer Gastronom und Hotelier
- Sacher, Ewald (* 1949), österreichischer Politiker (SPÖ), Abgeordneter zum Nationalrat, Mitglied des Bundesrates
- Sacher, Franz (1816–1907), österreichischer Konditor, gilt als der Erfinder der Sachertorte
- Sacher, Friedrich (1899–1982), österreichischer Lyriker, Erzähler und Essayist
- Sacher, Harry (1881–1971), Autor, Zionist
- Sacher, Johann Nepomuk Stephan von (1759–1836), österreichischer Beamter
- Sacher, Jürgen (* 1960), deutscher Opernsänger (Tenor)
- Sacher, Leopold Johann Nepomuk von (1797–1874), österreichischer Beamter und Naturforscher
- Sacher, Maja (1896–1989), Schweizer Kunstsammlerin
- Sacher, Martina (* 1957), deutsche Politikerin (WASG, Die Linke)
- Sacher, Michael (* 1964), deutscher Politiker (Bündnis 90/Die Grünen), MdB
- Sacher, Mirko (* 1991), deutscher Eishockeyspieler
- Sacher, Otto (1928–2008), deutscher Zeichner, Grafiker und Regisseur für Animationsfilme
- Sacher, Paul (1906–1999), Schweizer Dirigent und Mäzen
- Sacher, Wolfgang (* 1966), deutscher Behinderten-Radsportler
- Sacher-Masoch, Alexander (1901–1972), österreichischer Schriftsteller
- Sacher-Masoch, Artur Wolfgang von (1875–1953), österreichischer Schriftsteller
- Sacher-Masoch, Leopold von (1836–1895), österreichischer SchriftstellerLeopold von Sacher-Masoch (1836–1895)

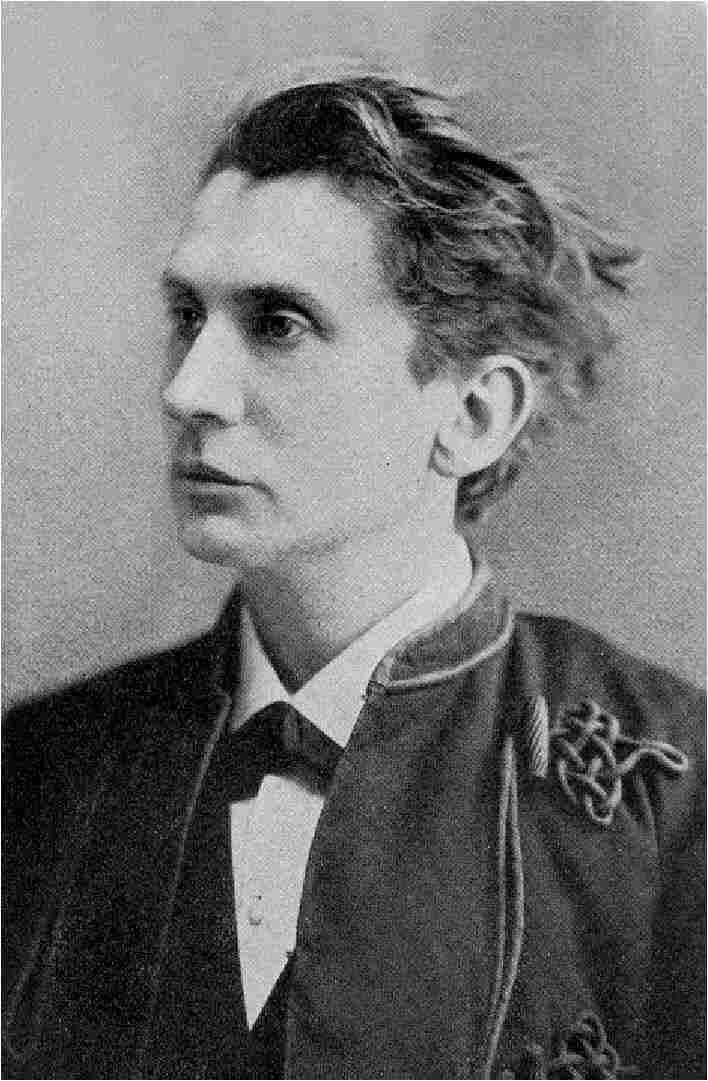
Leopold von Sacher-Masoch (1836–1895)

- Sacher-Masoch, Wanda von (1845–1917), Schriftstellerin und die Ehefrau von Leopold von Sacher-Masoch
- Sacherer, Frank (1940–1978), US-amerikanischer Physiker
- Sacheri, Eduardo (* 1967), argentinischer Historiker und Schriftsteller
- Sacherl, Karl (1916–1994), deutscher Psychologe
- Sachers, Erich (1889–1974), österreichischer Rechtswissenschaftler
- Sachers, Gustav (1831–1874), böhmischer Architekt und Bauunternehmer
- Sachers, Walter (* 1954), österreichischer Schauspieler
- Sachet, Marie-Hélène (1922–1986), französische Botanikerin

#### Sachi
- Sachibow, Rustam (* 1996), kasachischer Fußballspieler
- Sachinidis, Filippos (* 1963), griechischer Politiker und Ökonom

#### Sachl
- Šachl, Petr (* 1977), tschechischer Eishockeyspieler

#### Sachm
- Sachmann, Hans-Werner (* 1951), deutscher Sachbuchautor

#### Sachn
- Sachno-Ustymowytsch, Mykola (1863–1918), ukrainischer Politiker
- Sachnow, Wladimir Nikolajewitsch (* 1961), sowjetischer Skilangläufer
- Sachnowitz, Frank (1925–1943), norwegisches Opfer des Holocaust
- Sachnowskaja, Mirra Filippowna (1897–1937), sowjetische Militärführerin und Aufklärungsoffizierin
- Sachnowski, Juri Sergejewitsch (1866–1930), russischer Komponist, Dirigent und Musikkritiker
- Sachnowski, Sergei (* 1975), israelischer Eistänzer

#### Sacho
- Sachoder, Boris Wladimirowitsch (1918–2000), russischer und sowjetischer Dichter, Übersetzer und Autor zahlreicher Kinderbücher
- Sachodjakin, Gleb Nikolajewitsch (1912–1982), sowjetischer Schachkomponist
- Sachot, Jean (1895–1986), französischer Autorennfahrer

#### Sachp
- Sachpekidis, Filip (* 1997), schwedischer Fußballspieler

#### Sachs
- Sachs von Hellenau, Moritz Johann (1844–1933), österreichisch-ungarischer Vizeadmiral, Kommandant der Marineakademie Fiume
- Sachs von Löwenheim, Philipp Jakob (1627–1672), Breslauer Stadtphysicus und Mitbegründer der Academia Naturae Curiosorum (Leopoldina)
- Sachs, Aaron (1923–2014), US-amerikanischer Musiker
- Sachs, Abraham J. (1914–1983), US-amerikanischer Mathematikhistoriker und Hochschullehrer
- Sachs, Adam (* 1895), deutscher Radrennfahrer
- Sachs, Adriana (* 1993), argentinische Fußballspielerin
- Sachs, Albert (1803–1835), deutscher Arzt, Doktor der Medizin und Chirurg
- Sachs, Albie (* 1935), südafrikanischer Jurist, Richter und Autor
- Sachs, Andrew (1930–2016), deutsch-britischer SchauspielerAndrew Sachs (1930–2016)

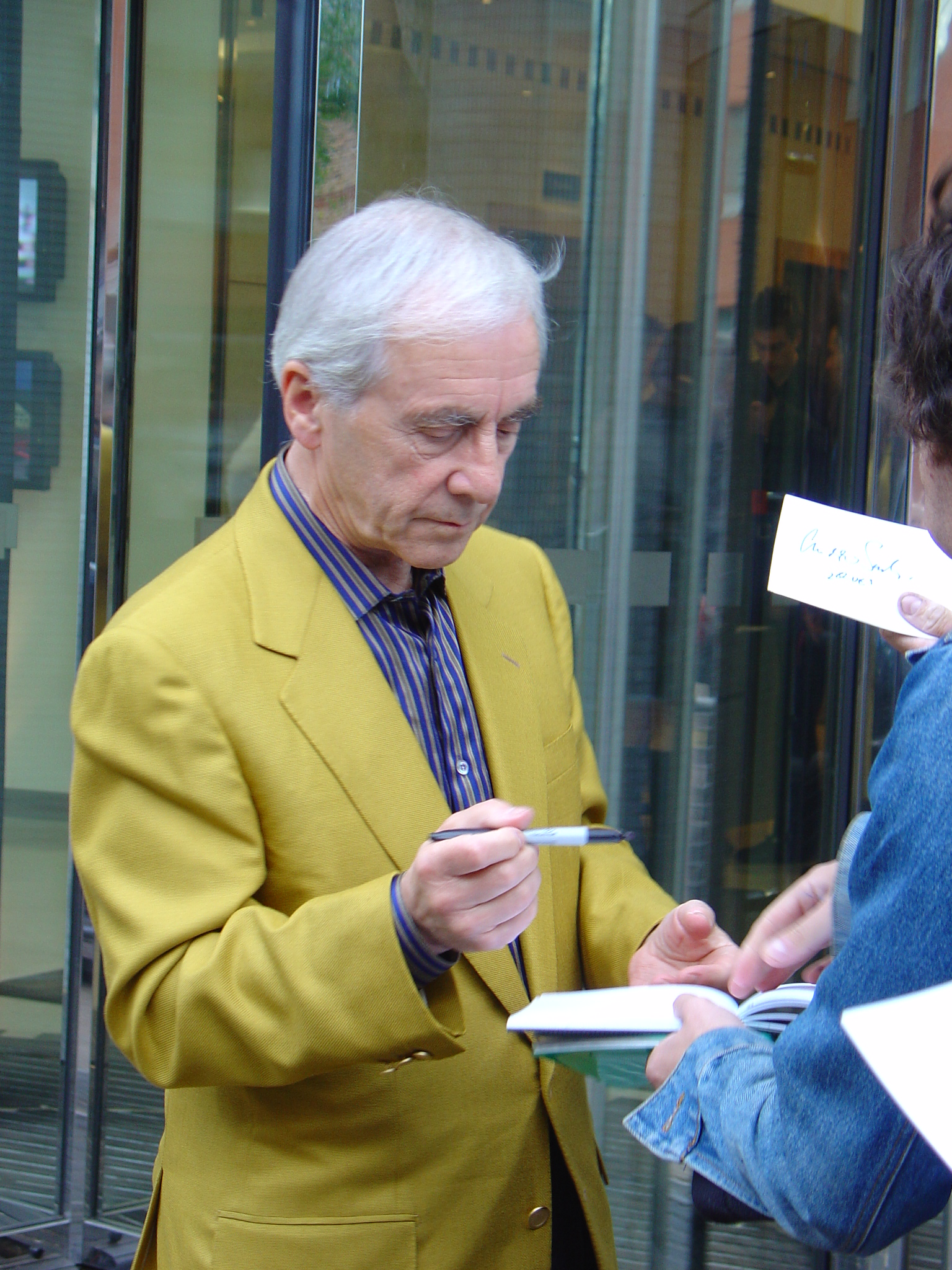
Andrew Sachs (1930–2016)

- Sachs, Arthur (1876–1942), deutscher Mineraloge, Chemiker und Hochschullehrer
- Sachs, Benjamin (* 1981), deutscher Fußballtrainer
- Sachs, Bernard (1858–1944), US-amerikanischer Neurologe
- Sachs, Berta (1876–1943), deutsche Lehrerin, Schulleiterin und Wegbereiterin der Sozialen Arbeit
- Sachs, Camille (1880–1959), deutscher Jurist
- Sachs, Carl (1858–1943), deutscher Unternehmer und Kunstsammler
- Sachs, Clara (1862–1921), deutsche Malerin und Lithographin
- Sachs, Curt (1881–1959), deutsch-amerikanischer Musiktheoretiker und Hochschullehrer
- Sachs, Eddie (1927–1964), US-amerikanischer Autorennfahrer
- Sachs, Ernst (1867–1932), deutscher Industrieller, Geheimer KommerzienratErnst Sachs (1867–1932)

Ernst Sachs (1867–1932)

- Sachs, Ernst (1880–1956), deutscher Offizier, zuletzt SS-Obergruppenführer und General der Waffen-SS
- Sachs, Ernst (1890–1977), deutscher Elektrotechniker und Erfinder des elektrischen Lötkolbens
- Sachs, Ernst Wilhelm (1929–1977), deutscher Industrieller
- Sachs, Eva (1882–1936), deutsche klassische Philologin und Lehrerin
- Sachs, Franz (1906–1943), österreichischer Widerstandskämpfer
- Sachs, Friedrich (1821–1893), preußischer Generalleutnant
- Sachs, Georg (1896–1960), US-amerikanischer Metallurg russisch-deutscher Herkunft
- Sachs, George (1935–2019), Physiologe
- Sachs, Gerd (* 1961), deutscher Fußballspieler
- Sachs, Gerhard (1923–1996), deutscher Verwaltungsbeamter und Politiker (SED), Oberbürgermeister von Plauen
- Sachs, Gottfried (* 1939), deutscher Luftfahrtingenieur
- Sachs, Gunter (1932–2011), deutsch-schweizerischer Unternehmer, Fotograf, Filmregisseur, Kunstsammler, Astrologe, PlayboyGunter Sachs (1932–2011)

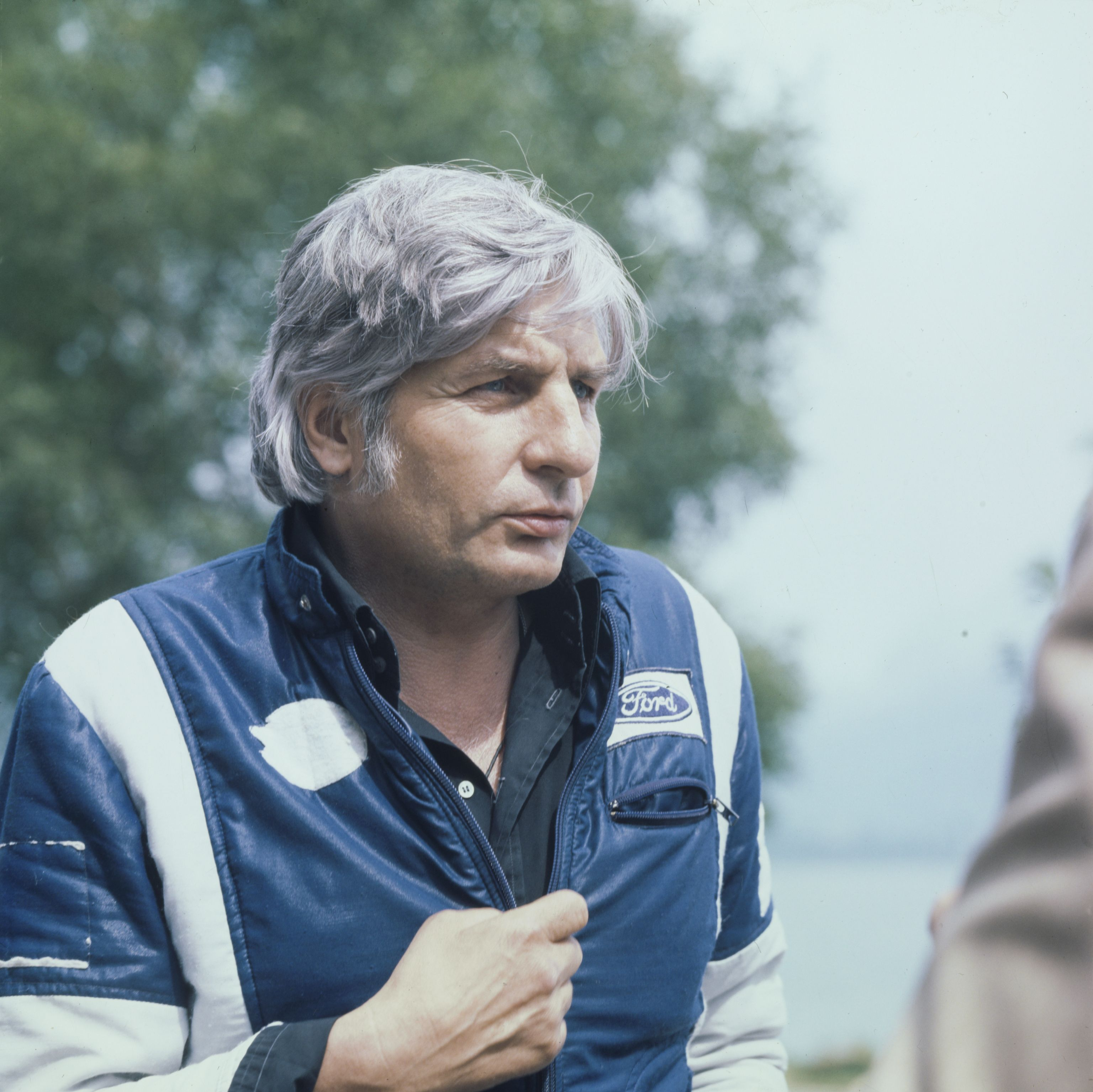
Gunter Sachs (1932–2011)

- Sachs, Gustav (1852–1937), österreichisch-ungarischer Architekt
- Sachs, Hannelore (1931–1990), deutsche Kunsthistorikerin, Denkmalpflegerin und Autorin
- Sachs, Hannes (* 1922), deutscher Fußballspieler
- Sachs, Hanns (1881–1947), österreichischer Psychoanalytiker, Mitarbeiter Sigmund Freuds
- Sachs, Hans (1494–1576), Nürnberger Spruchdichter, Meistersinger und Dramatiker
- Sachs, Hans (1874–1947), deutscher Politiker (DVP, NLLP), MdR
- Sachs, Hans (1877–1945), deutscher Serologe
- Sachs, Hans (1881–1974), deutschamerikanischer Zahnarzt und Sammler von Gebrauchsgrafik
- Sachs, Hans (1912–1993), deutscher Jurist und Oberstaatsanwalt in Nürnberg
- Sachs, Hans W. (1912–2000), deutscher Pathologe, Gerichtsmediziner und Hochschullehrer
- Sachs, Hans-Georg (1911–1975), deutscher Verwaltungsjurist, Ministerialbeamter und Botschafter
- Sachs, Harvey (* 1946), US-amerikanisch-kanadischer Dirigent, Musikhistoriker und Musikschriftsteller
- Sachs, Heide (1875–1960), deutsche Dichterin und Vortragskünstlerin
- Sachs, Heinrich (1857–1934), österreichischer Unternehmer und Erfinder
- Sachs, Heinz (* 1925), deutscher Boxer
- Sachs, Helen (1934–2014), niederländische Jazzsängerin
- Sachs, Horst (1927–2016), deutscher Mathematiker
- Sachs, Ira (* 1965), US-amerikanischer Filmregisseur
- Sachs, Ivo (* 1964), Schweizer Physiker und Hochschullehrer
- Sachs, James D. (* 1949), Veteran der United States Air Force, Game Artist und Spieleentwickler
- Sachs, Jeffrey (* 1954), US-amerikanischer ÖkonomJeffrey Sachs (* 1954)

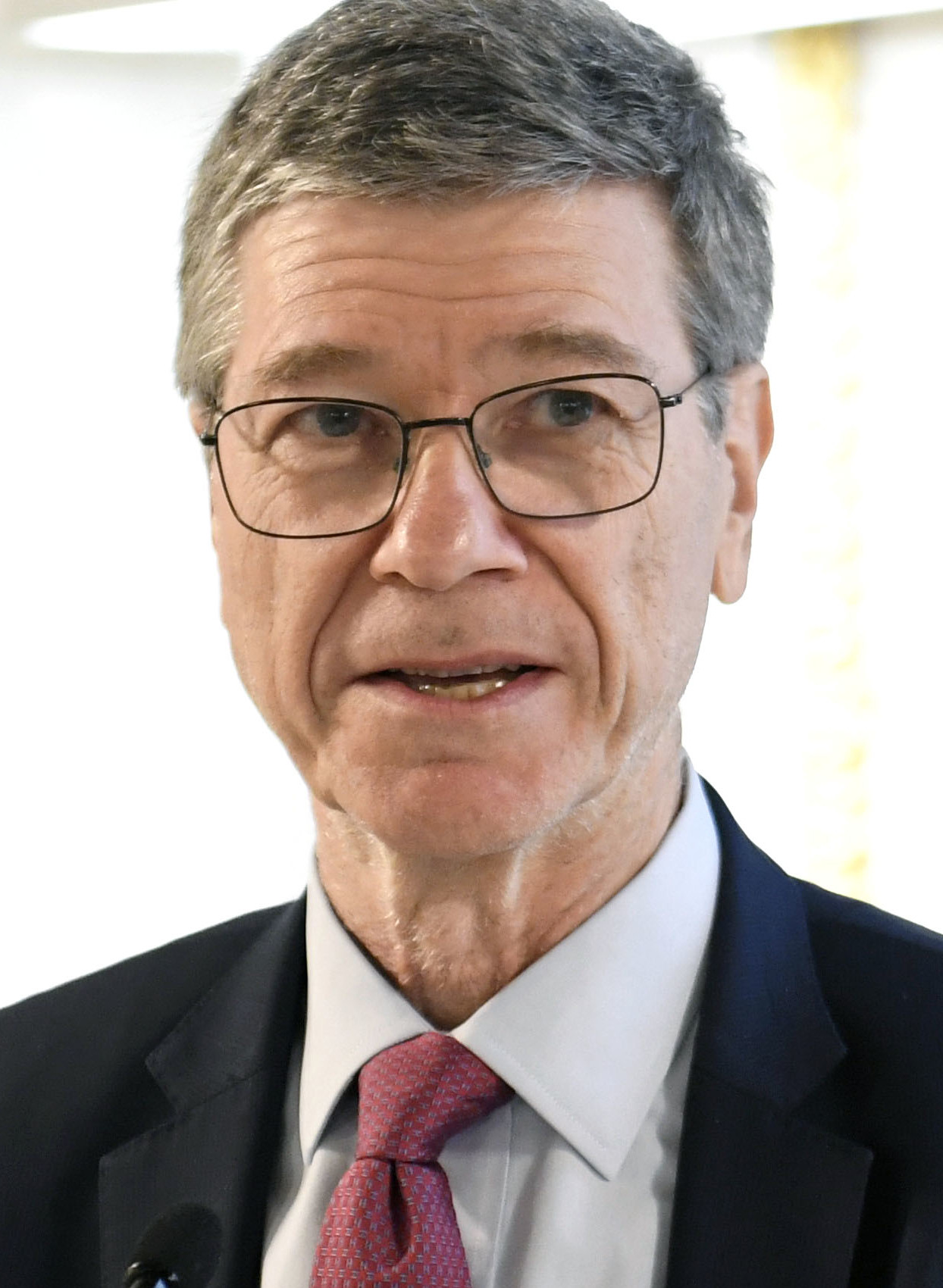
Jeffrey Sachs (* 1954)

- Sachs, Johann Christian (1720–1789), badischer Historiker und Kirchenrat
- Sachs, Jonathan (* 1947), US-amerikanischer Programmierer
- Sachs, Josef (1872–1949), schwedischer Unternehmer und Mäzen
- Sachs, Julius (1832–1897), deutscher Botaniker und gilt als Begründer der experimentellen Pflanzenphysiologie
- Sachs, Karl († 1873), deutscher Verwaltungsjurist
- Sachs, Karl (1829–1909), deutscher Romanist sowie Lexikograph
- Sachs, Karl (1886–1980), Schweizer Elektrotechniker
- Sachs, Karl Wilhelm (1709–1763), deutscher Arzt und Mitglied der Leopoldina
- Sachs, Lambert (1818–1903), deutscher Maler und Fotograf
- Sachs, Léo (1856–1930), französischer Komponist
- Sachs, Leo (1924–2013), israelischer Molekularbiologe
- Sachs, Leonard (1909–1990), südafrikanisch-britischer Schauspieler
- Sachs, Leonie (1908–1991), deutsch-amerikanische Romanistin und Hochschullehrerin
- Sachs, Lessie (1896–1942), deutsche Autorin
- Sachs, Lisbeth (1914–2002), Schweizer Architektin
- Sachs, Lothar (1929–2019), deutscher Statistiker
- Sachs, Ludwig (1881–1973), deutscher Schauspieler
- Sachs, Ludwig Wilhelm (1787–1848), deutscher Arzt und Hochschullehrer
- Sachs, Maurice (1906–1945), französischer Schriftsteller, Abenteurer und Kollaborateur in der Zeit des NationalsozialismusMaurice Sachs (1906–1945)

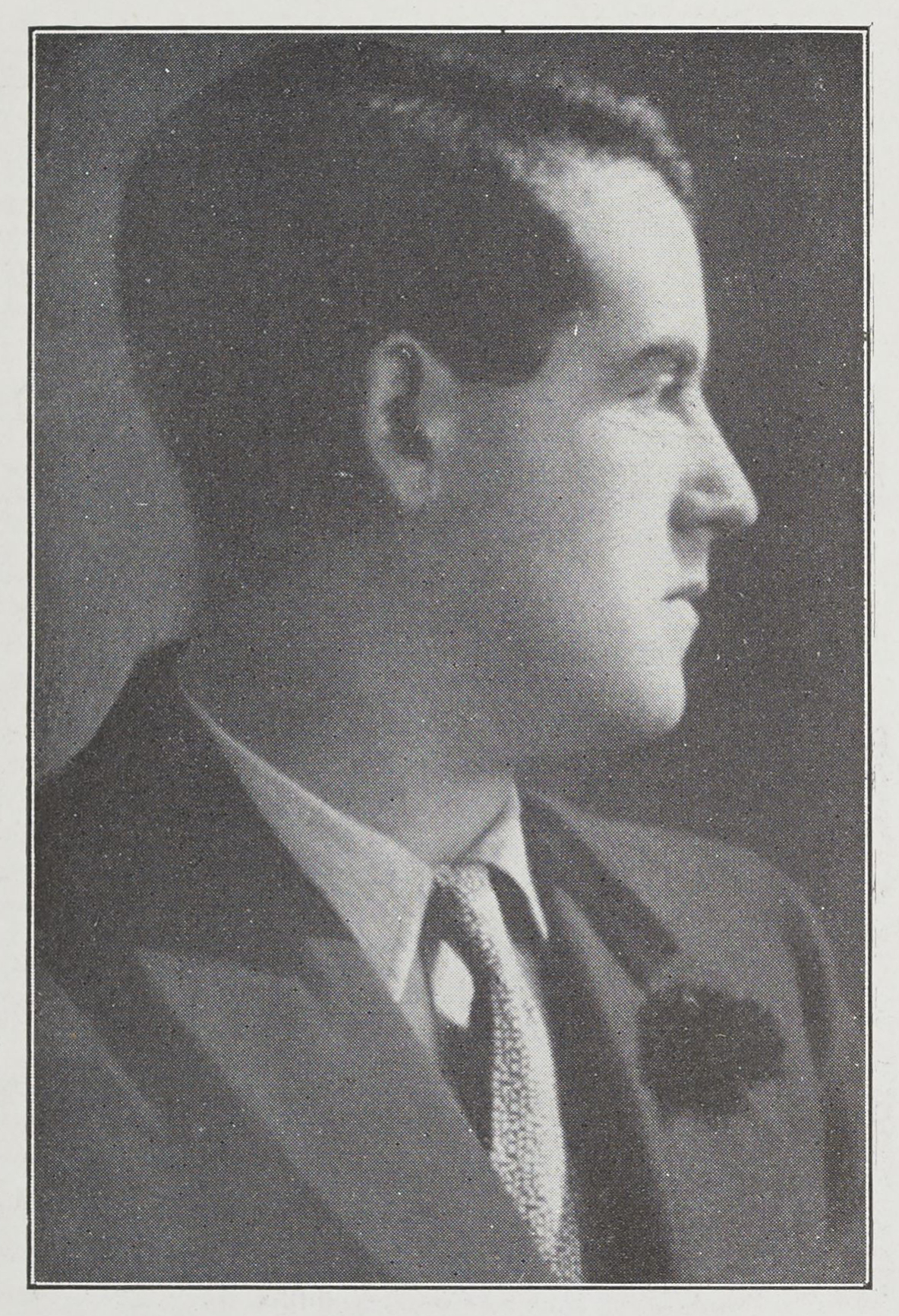
Maurice Sachs (1906–1945)

- Sachs, Max (1883–1935), deutscher Redakteur, Journalist und Politiker
- Sachs, Michael (1542–1618), deutscher lutherischer Theologe
- Sachs, Michael (1808–1864), deutscher Rabbiner
- Sachs, Michael (1947–2021), deutscher Politiker (SPD)
- Sachs, Michael (1951–2022), deutscher Rechtswissenschaftler
- Sachs, Michael (* 1960), deutscher Chirurg und Medizinhistoriker
- Sachs, Michael Emil (1836–1893), deutscher Landschaftsmaler
- Sachs, Moritz A. (* 1978), deutscher Schauspieler
- Sachs, Nelly (1891–1970), deutsche Schriftstellerin, Lyrikerin und Literatur-Nobelpreisträgerin
- Sachs, Oliver (* 1970), deutscher Geologe und Heimatforscher in Bayern
- Sachs, Rainer K. (1932–2024), US-amerikanischer Astrophysiker deutscher Herkunft
- Sachs, Renatus (1899–1964), deutscher Dichter und Jurist
- Sachs, Richard (1875–1946), deutscher Landschaftsmaler und Musterentwerfer
- Sachs, Robin (1951–2013), britischer Schauspieler
- Sachs, Rolf (* 1955), Schweizer Künstler, Designer und BühnenbildnerRolf Sachs (* 1955)

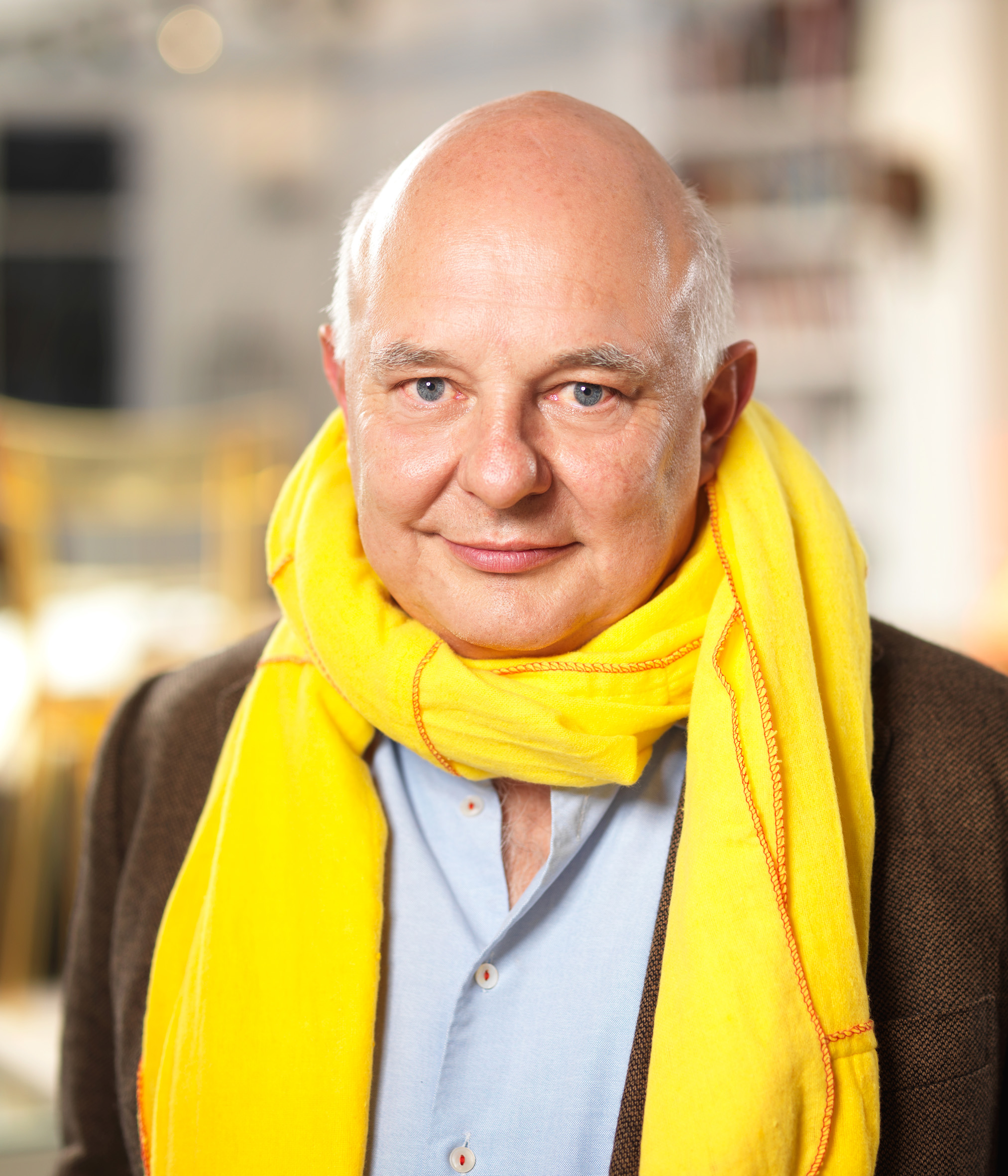
Rolf Sachs (* 1955)

- Sachs, Salomo (1772–1855), deutscher Architekt, preußischer Baubeamter, Astronom, Mathematiker und Schriftsteller
- Sachs, Samuel (1851–1935), amerikanischer Investmentbankier
- Sachs, Solly (1900–1976), südafrikanischer Gewerkschafter, Anti-Apartheid-Aktivist und Schriftsteller
- Sachs, Tom (* 1966), US-amerikanischer Künstler
- Sachs, Uwe (* 1959), deutscher Ringer
- Sachs, Walter (* 1891), deutscher Eishockeyspieler
- Sachs, Walter (1901–1985), österreichischer Schriftsteller
- Sachs, Walter (* 1954), deutscher Bildhauer, Graphiker und Maler
- Sachs, Wilhelm (1801–1866), deutscher Politiker, Revolutionär und Unternehmer
- Sachs, Wilhelm (1842–1924), österreichisch-ungarischer Admiralstabsarzt, Vorstand k.u.k. Marinesanitätsamt
- Sachs, Willy (1896–1958), deutscher Industrieller und SS-Obersturmbannführer, schwedischer KonsulWilly Sachs (1896–1958)

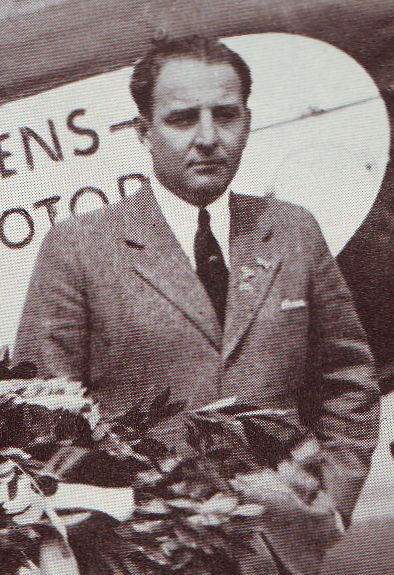
Willy Sachs (1896–1958)

- Sachs, Wolfgang (1899–1974), deutscher Manager und Mathematiker
- Sachs, Wolfgang (* 1946), deutscher Soziologe und katholischer Theologe
- Sachs-Hombach, Klaus (* 1957), deutscher Philosoph und Hochschullehrer
- Sachsalber, Sven (1987–2020), italienischer Künstler
- Sachse, Arno (1914–1982), deutscher Philosoph und Hochschullehrer
- Sachse, Bernd (1955–1999), deutscher Fußballspieler (DDR)
- Sachse, Carola (* 1951), deutsche Historikerin
- Sachse, Christian (* 1954), deutscher Politologe, Theologe, Historiker und Publizist
- Sachse, Christian Friedrich Heinrich (1785–1860), deutscher lutherischer Geistlicher
- Sachse, Dagmar (* 1970), deutsche Schauspielerin
- Sachse, Emma (1887–1965), deutsche Politikerin (SPD/SED), MdV
- Sachse, Ernst (1813–1870), deutscher Trompeter und Komponist
- Sachse, Günter (1916–2008), deutscher Verlagslektor und Schriftsteller
- Sachse, Gustav Adolf (1834–1903), deutscher Postbeamter im Reichspostamt
- Sachse, Hans (1906–1985), deutscher Arzt und Goethe-Forscher
- Sachse, Hans Wolfgang (1899–1982), deutscher Komponist
- Sachse, Hans-Christian (* 1947), deutscher Politiker (SPD), MdL
- Sachse, Hermann (1862–1942), deutscher Politiker (SPD), MdR
- Sachse, Hermann (1862–1893), deutscher Chemiker
- Sachse, Jochen (1930–2013), deutscher Marinemaler
- Sachse, Jochen (1931–2005), deutscher Neurologe und Facharzt für Physiotherapie
- Sachse, Jochen (* 1948), deutscher Leichtathlet
- Sachse, Jochen (* 1967), deutscher Musikproduzent, Songwriter und Gitarrist
- Sachse, Joe (* 1948), deutscher JazzgitarristJoe Sachse (* 1948)

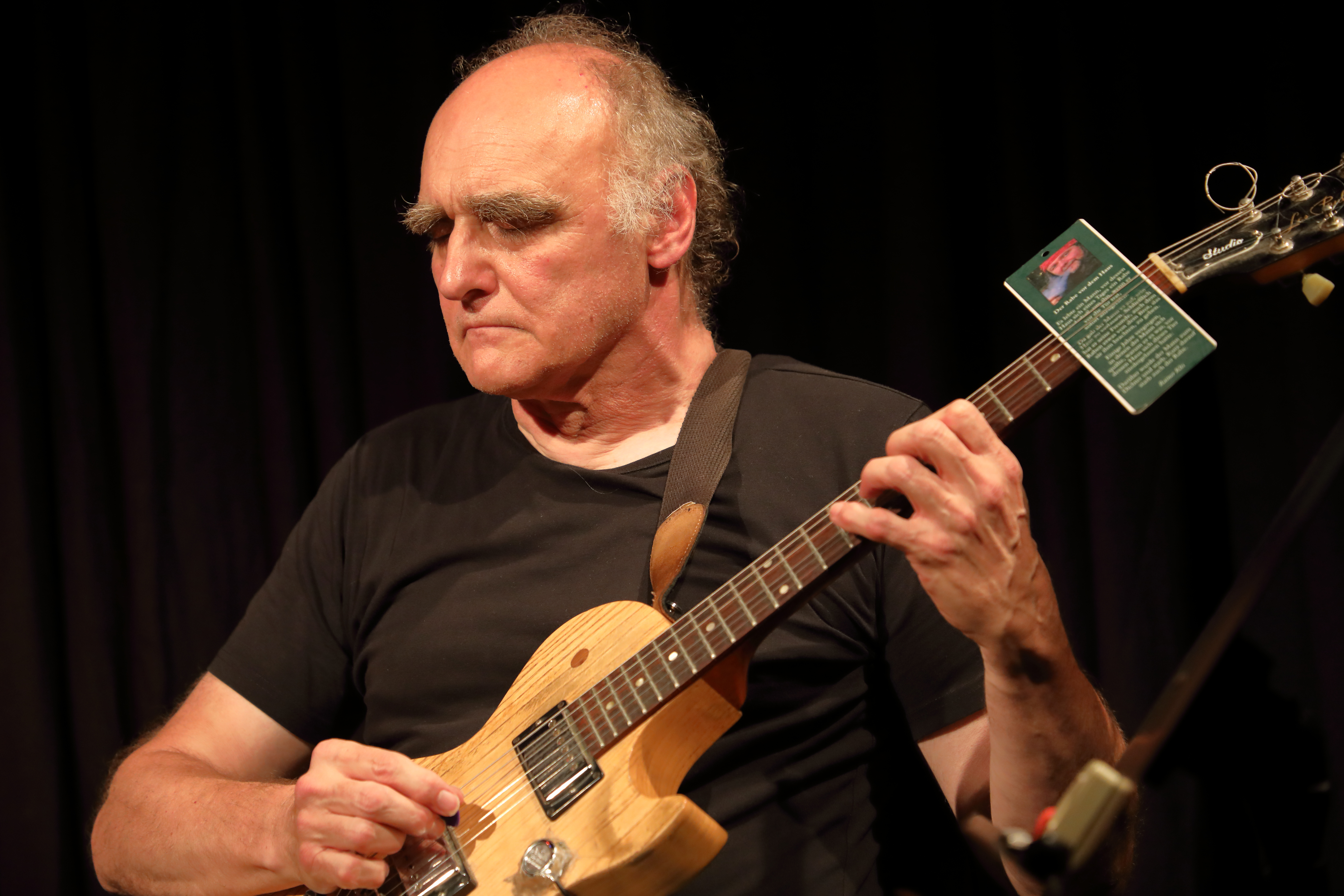
Joe Sachse (* 1948)

- Sachse, Johann Christoph (1762–1822), deutscher Schriftsteller und Bibliotheksdiener unter Goethe
- Sachse, Johann David Wilhelm (1772–1860), deutscher Mediziner
- Sachse, Jonathan (* 1985), deutscher Journalist
- Sachse, Karl (* 1936), deutscher Tierarzt und Politiker (DBD, CDU), MdL
- Sachse, Karl Friedrich (1803–1885), deutscher Gutsbesitzer und Politiker, MdL
- Sachse, Karla (* 1950), deutsche Künstlerin
- Sachse, Leopold (1880–1961), deutschamerikanischer Opernsänger (Bass), Dirigent und Theaterleiter
- Sachse, Louis Friedrich (1798–1877), deutscher Lithograf, Verleger, Daguerreotypist und Kunsthändler
- Sachse, Manfred (* 1935), deutscher Schmied und Autor
- Sachse, Margarete (1897–1948), deutsche Schauspielerin bei Bühne und Film
- Sachse, Otto Max (1893–1935), sächsischer Heimatforscher und -schriftsteller
- Sachse, Ottomar (1951–2023), deutscher Boxer
- Sachse, Paul (1859–1927), deutscher Politiker, MdHB, Senator und Kaufmann
- Sachse, Pauline (* 1980), deutsche Bratschistin, Kammermusikerin und Hochschullehrerin
- Sachse, Peter (1910–1997), deutscher Arzt
- Sachse, Rainer (* 1948), deutscher Psychologe
- Sachse, Rainer (* 1950), deutscher Fußballspieler
- Sachse, Richard (1846–1924), deutscher Gymnasiallehrer
- Sachse, Richard (1847–1923), deutscher Generalleutnant
- Sachse, Salli (* 1946), US-amerikanische Filmschauspielerin, Model und Fotografin
- Sachse, Sandra (* 1969), deutsche Bogenschützin
- Sachse, Willy (1896–1944), deutscher Schriftsteller und Widerstandskämpfer
- Sachse-Hofmeister, Anna (1850–1904), österreichische Opernsängerin (Sopran)
- Sachsel, Bertl (1901–1989), britische Fotografin
- Sachsel, Hans (1893–1950), österreichischer Buchhändler
- Sachsen Gessaphe, Karl August Prinz von (* 1958), deutscher Rechtswissenschaftler und Hochschullehrer
- Sachsen, Albert von (1934–2012), deutscher Historiker und Autor; stammt aus dem ehemals königlichen Haus WettinAlbert von Sachsen (1934–2012)

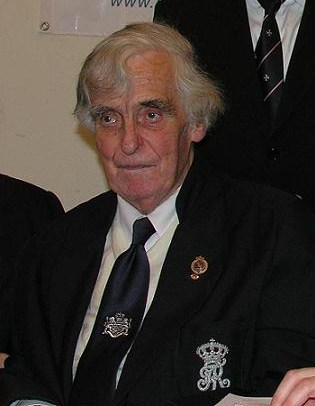
Albert von Sachsen (1934–2012)

- Sachsen, Ernst Heinrich von (1896–1971), Wettiner
- Sachsen, Friedrich Christian von (1893–1968), Chef des Hauses Wettin
- Sachsen, Georg von (1893–1943), letzter Kronprinz des Königreiches Sachsen, römisch-katholischer Geistlicher und Jesuit
- Sachsen, Johann Georg von (1869–1938), Herzog von Sachsen
- Sachsen, Moritz von (1696–1750), deutsch-französischer General, Marschall von Frankreich
- Sachsen, Xenia Prinzessin von (* 1986), deutsche Sängerin, Schauspielerin, Schriftstellerin und Kolumnistin
- Sachsen-Altenburg, Friedrich Ernst von (1905–1985), deutscher Historiker und Archäologe
- Sachsen-Altenburg, Georg Moritz von (1900–1991), deutscher Adeliger, Erbprinz von Sachsen-Altenburg

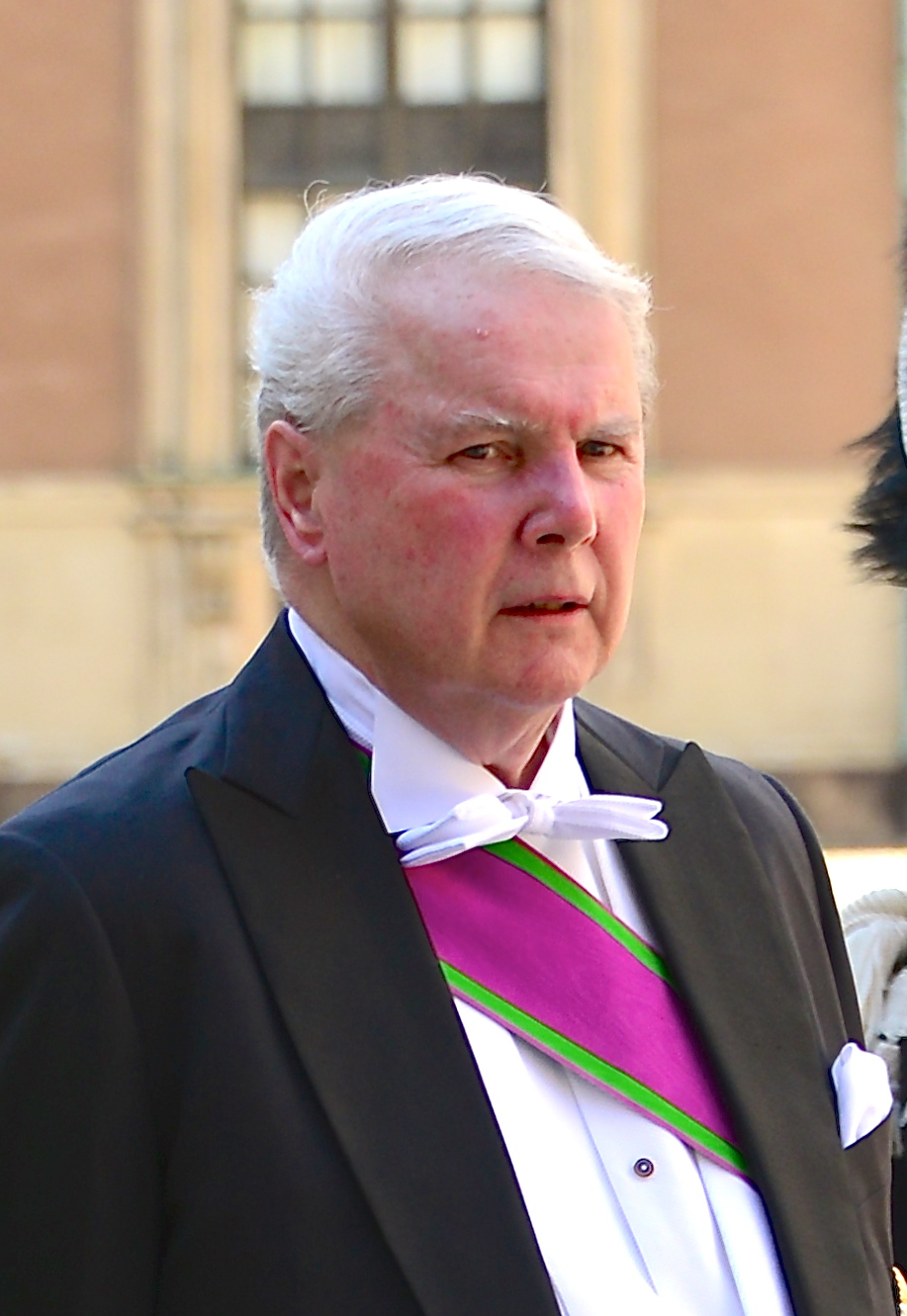
Andreas Prinz von Sachsen-Coburg und Gotha (1943–2025)

- Sachsen-Coburg und Gotha, Andreas Prinz von (1943–2025), deutscher Holzkaufmann und Oberhaupt des Hauses Sachsen-Coburg und GothaAndreas Prinz von Sachsen-Coburg und Gotha (1943–2025)
- Sachsen-Coburg und Gotha, Dorothea von (1881–1967), Prinzessin von Sachsen-Coburg und Gotha und Herzogin zu Sachsen
- Sachsen-Coburg und Gotha, Friedrich Josias Prinz von (1918–1998), deutscher Kaufmann, Chef des Hauses Sachsen-Coburg und Gotha
- Sachsen-Coburg und Gotha, Hubertus von (1909–1943), deutscher Prinz und Offizier des Hauses Sachsen-Coburg und Gotha
- Sachsen-Coburg und Gotha, Johann Leopold von (1906–1972), deutscher Adliger
- Sachsen-Coburg und Gotha, Ludwig August von (1845–1907), Prinz aus der katholischen Linie Sachsen-Coburg-Koháry sowie kaiserlich brasilianischer Admiral
- Sachsen-Coburg und Gotha, Peter August von (1866–1934), kaiserlich brasilianischer General
- Sachsen-Coburg und Gotha, Philipp Josias von (1901–1985), deutscher Prinz von Sachsen-Coburg und Gotha
- Sachsen-Coburg und Gotha, Rainer von (1900–1945), Prinz von Sachsen-Coburg und Gotha
- Sachsen-Coburg und Gotha, Victoria Melita von (1876–1936), Enkelin der britischen Königin ViktoriaVictoria Melita von Sachsen-Coburg und Gotha (1876–1936)

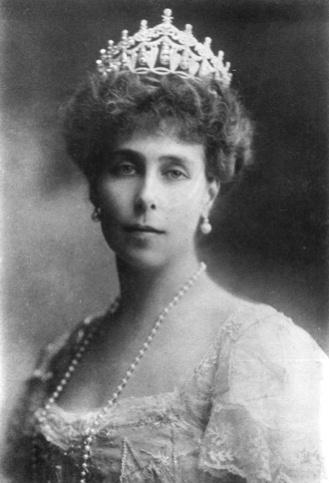
Victoria Melita von Sachsen-Coburg und Gotha (1876–1936)

- Sachsen-Coburg-Gotha und Braganza, Maria Pia von (1907–1995), portugiesische Autorin und Thron-Prätendentin
- Sachsen-Lauenburg, Sophie von (1521–1571), Prinzessin von Sachsen-Lauenburg und Gräfin von Oldenburg
- Sachsen-Meiningen, Adelheid von (1891–1971), Prinzessin von Preußen
- Sachsen-Meiningen, Feodora von (1890–1972), Großherzogin von Sachsen
- Sachsen-Meiningen, Georg von (1892–1946), Oberhaupt des Hauses Sachsen-Meiningen
- Sachsen-Meiningen, Regina von (1925–2010), deutsch-österreichische Tochter von Georg III. Herzog von Sachsen-Meiningen, Frau von Otto von Habsburg
- Sachsen-Paule (* 1969), deutscher Pornodarsteller
- Sachsen-Weimar-Eisenach, Karl-August von (1912–1988), deutscher Adliger, Erbgroßherzog von Sachsen-Weimar-Eisenach
- Sachsen-Weimar-Eisenach, Michael-Benedikt von (* 1946), deutscher Chef des Hauses Sachsen-Weimar
- Sachsen-Weißenfels, Johanna Magdalena von (1708–1760), Herzogin von Kurland
- Sachsenberg, Ernst (1862–1929), deutscher Verwaltungsjurist
- Sachsenberg, Ewald (1877–1946), deutscher Ingenieur und Betriebswissenschaftler
- Sachsenberg, Gotthard (1891–1961), deutscher Korvettenkapitän, Unternehmer und Politiker (Wirtschaftspartei), MdR
- Sachsenheim, Hermann von († 1508), deutscher Landhofmeister und Diplomat
- Sachsenheimer, Max (1909–1973), deutscher Offizier, zuletzt Generalmajor
- Sachsenhofer, Reinhard (* 1960), österreichischer Geologe und Universitätsprofessor
- Sachsenmaier, Wilhelm (1927–2017), österreichischer Sportschütze und Biochemiker
- Sachsenweger, Martin (* 1900), deutscher Autor
- Sachsenweger, Rudolf (1916–2007), deutscher Augenarzt
- Sachser, Norbert (* 1954), deutscher Verhaltensforscher und Hochschullehrer
- Sachslehner, Johannes (* 1957), österreichischer Historiker und AutorJohannes Sachslehner (* 1957)

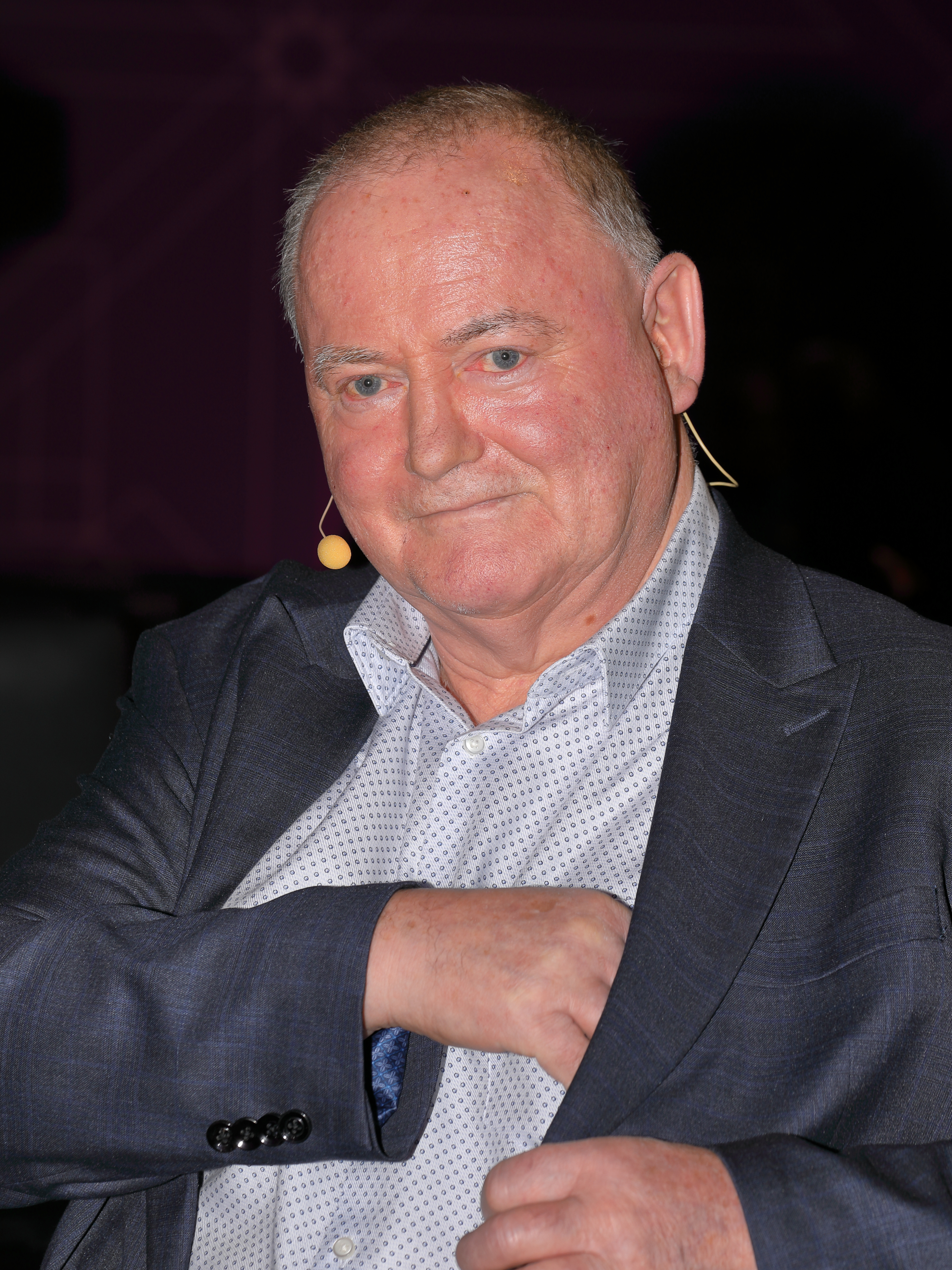
Johannes Sachslehner (* 1957)

- Sachslehner, Laura (* 1994), österreichische Politikerin (ÖVP) und Autorin
- Sachsse, Bernhard (* 1864), deutscher Rittergutsbesitzer und Politiker, MdR
- Sachße, Christoph (* 1944), deutscher Jurist
- Sachsse, Eduard (1885–1930), deutscher evangelischer Theologe
- Sachße, Friedrich Raimund (1817–1898), deutscher Jurist und Politiker (Altliberale Zentrum), MdR
- Sachße, Fritz (1875–1954), deutscher Marineoffizier, zuletzt Konteradmiral der Reichsmarine
- Sachsse, Hanno (1927–2006), deutscher Forstwissenschaftler, Holzwissenschaftler und Hochschullehrer
- Sachsse, Hans (1891–1960), deutscher Komponist, Musikpädagoge und Architekt
- Sachsse, Hans (1906–1992), deutscher Physikochemiker
- Sachsse, Hans Friedrich (1890–1986), deutscher Forstwissenschaftler
- Sachsse, Hugo (1851–1927), deutscher Rechtswissenschaftler und Hochschullehrer
- Sachsse, Robert (1840–1895), deutscher Agrikulturchemiker
- Sachße, Robert Karl (1804–1859), deutscher Jurist, Rechtshistoriker, Bibliothekar und Hochschullehrer
- Sachsse, Rolf (* 1949), deutscher Fotograf, Autor, Kurator und Hochschullehrer an der HbK Saar
- Sachsse, Susanne (* 1965), deutsche Schauspielerin, Hörspielautorin und -sprecherin
- Sachsse, Ulrich (* 1949), deutscher Psychoanalytiker

#### Sacht
- Sachtjen, Tracy (* 1969), US-amerikanische Curlerin
- Sachtleben, Balthasar (* 1543), Bürgermeister von Stettin
- Sachtleben, Hans (1893–1967), deutscher Zoologe
- Sachtleben, Heiko (* 1965), deutscher Politiker (Bündnis 90/Die Grünen)
- Sachtleben, Horst (1930–2022), deutscher Schauspieler, Regisseur und Synchronsprecher
- Sachtleben, Rudolf (1856–1917), deutscher Chemiker und Unternehmer
- Sachtler, August († 1873), deutscher Fotograf in Singapur
- Sachtouris, Miltos (1919–2005), griechischer Lyriker

#### Sachv
- Sachvie, Nick (* 1991), kanadischer Squashspieler

#### Sachw
- Sachwatajew, Nikanor Dmitrijewitsch (1898–1963), sowjetischer Generaloberst
- Sachweh, Kurt (1906–1961), deutscher Politiker (GB/BHE), MdL
- Sachweh, Patrick (* 1979), deutscher Soziologe
- Sachweh, Sabine (* 1968), deutsche Informatikerin, Hochschullehrerin an der FH Dortmund

### Saci
- Saci, Wellington (* 1985), brasilianischer Fußballspieler
- Sacilotti, Tatiane (* 1986), brasilianische Fußballschiedsrichterassistentin
- Sacilotto, Luis (1924–2003), brasilianischer Maler und Bildhauer
- Šaćirović, Fazlija (* 1957), jugoslawischer Boxer

### Sack
- Sack, Adriano (* 1967), deutscher Journalist und Schriftsteller
- Sack, Albert von (1757–1829), deutscher Forschungsreisender
- Sack, Albrecht (* 1964), deutscher Tenor
- Sack, Alfons (1887–1945), deutscher Rechtsanwalt
- Sack, Arthur (1900–1964), deutscher Landwirt, Autodidakt und Hobbyerfinder
- Sack, August Friedrich (1703–1786), evangelischer Theologe
- Sack, Birgit (* 1965), deutsche Historikerin
- Sack, Christoph August Gustav Wilhelm von (1773–1844), preußischer Generalleutnant, Direktor des Ökonomiedepartement im Kriegsministerium
- Sack, Detlef (* 1965), deutscher Politikwissenschaftler und Hochschullehrer
- Sack, Diethelm (* 1948), deutscher Manager, Vorstandsmitglied der Deutschen Bahn AG
- Sack, Dorothée (* 1947), deutsche Bauforscherin
- Sack, Edith (* 1960), österreichischer Politiker (SPÖ), Landtagsabgeordneter
- Sack, Erich (1887–1943), deutscher evangelischer Theologe und Mitglied der Bekennenden Kirche
- Sack, Erna (1898–1972), deutsche Opernsängerin (Sopran)
- Sack, Ernst Silvius von (1710–1793), preußischer Landrat
- Sack, Erwin (1935–1999), deutscher Politiker (SPD), MdL
- Sack, Friedhelm (* 1956), namibischer Sportschütze
- Sack, Friedrich (1913–1991), deutscher Politiker (SPD), MdL
- Sack, Friedrich L. (1906–1979), Schweizer Anglist und Gymnasiallehrer
- Sack, Friedrich Samuel Gottfried (1738–1817), deutscher reformierter Theologe
- Sack, Fritz, deutscher Fußballspieler und -trainer
- Sack, Fritz (* 1931), deutscher Soziologe, Kriminologe
- Sack, Gustav (1885–1916), deutscher Schriftsteller, Lyriker und DramatikerGustav Sack (1885–1916)

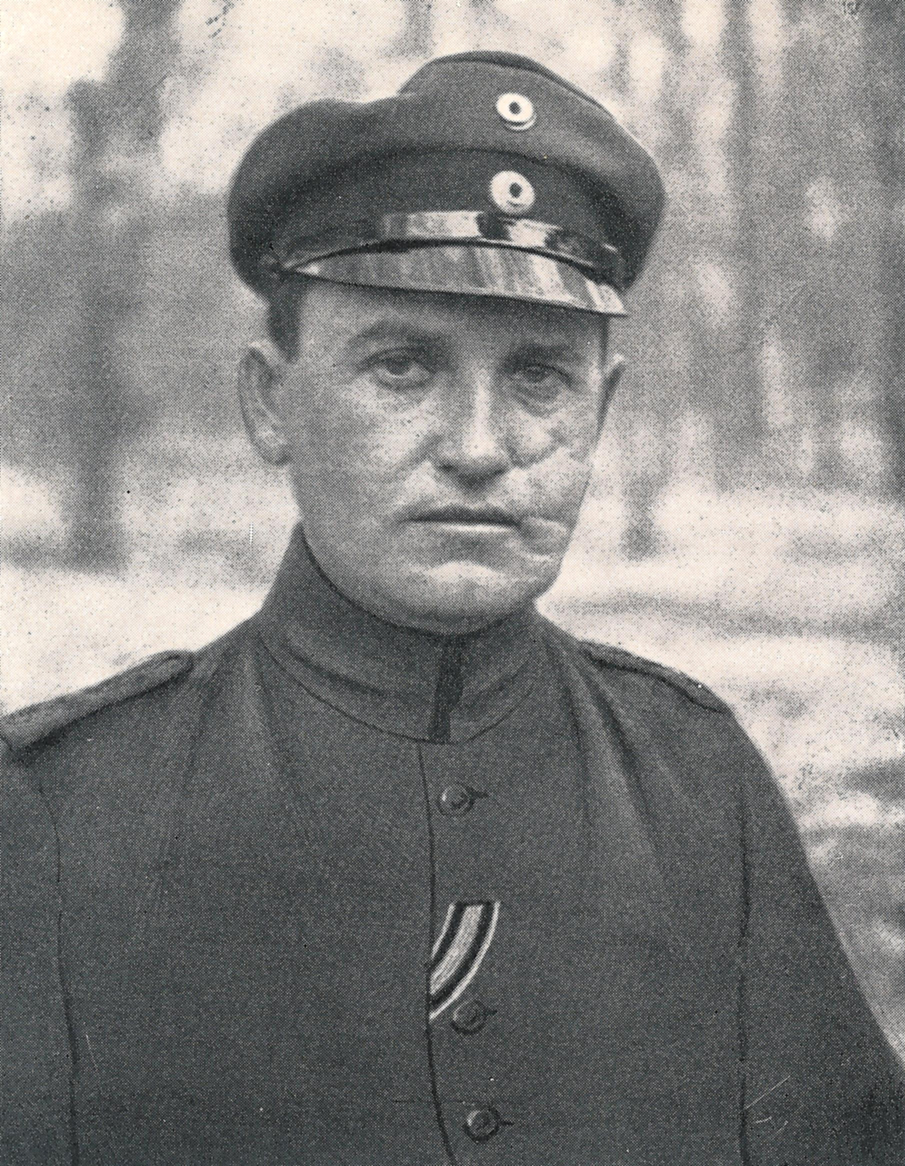
Gustav Sack (1885–1916)

- Sack, Hans (1848–1924), deutscher Vizeadmiral der Kaiserlichen Marine
- Sack, Hans (1899–1981), deutscher Ingenieur und Hochschullehrer
- Sack, Harald, deutscher Informatiker
- Sack, Heinrich Adolph von, preußischer Landrat und Landesdirektor
- Sack, Hermann († 1440), deutscher Mönch und Chronist
- Sack, Hermann (1898–1964), deutscher Politiker (SPD), MdL
- Sack, Hugo (1860–1909), deutscher Ingenieur und Industrieller
- Sack, Janine (* 1969), deutsche Verlegerin, Grafikdesignerin und Konzeptkünstlerin
- Sack, Johann August (1764–1831), preußischer Beamter
- Sack, Johann Philipp (1722–1763), deutscher Komponist und Tastenspieler
- Sack, John (1930–2004), US-amerikanischer Journalist und Schriftsteller
- Sack, John (* 1938), US-amerikanischer Romancier
- Sack, Karl (1896–1945), deutscher Jurist und Widerstandskämpfer gegen den Nationalsozialismus
- Sack, Karl Heinrich (1789–1875), evangelischer deutscher Theologe
- Sack, Karl Wilhelm (1792–1870), Heimatforscher und Justizbeamter
- Sack, Klaus (* 1950), deutscher Fußballspieler
- Sack, Konrad († 1309), Deutschordensritter und Landmeister von Preußen (1302–1306)
- Sack, Manfred (1928–2014), deutscher Journalist und Kritiker
- Sack, Martin (* 1961), deutscher Arzt, Facharzt für Psychosomatische Medizin
- Sack, Michael (* 1973), deutscher Politiker (CDU), LandratMichael Sack (* 1973)

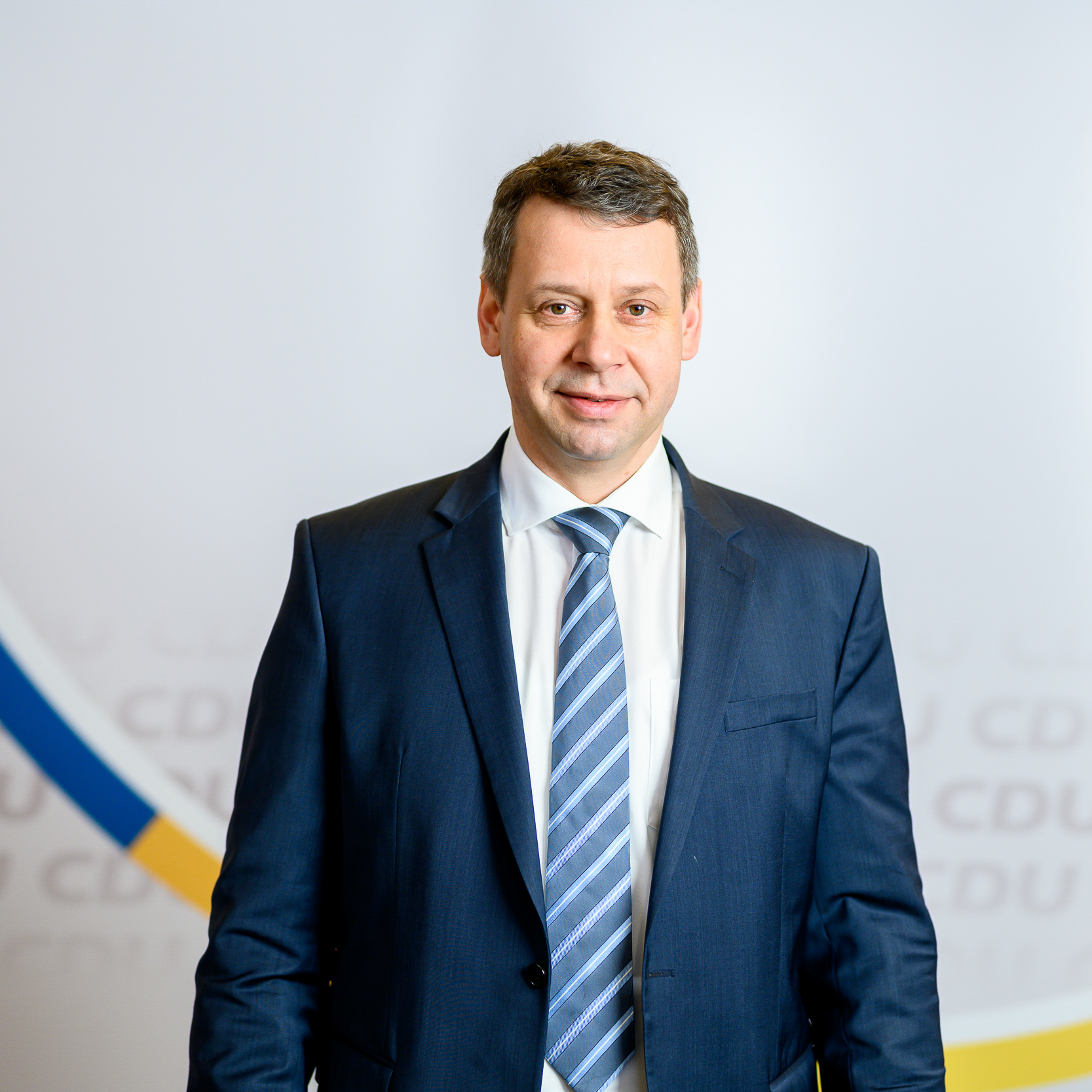
Michael Sack (* 1973)

- Sack, Oswald (* 1809), deutscher Jurist und Politiker
- Sack, Paul (1887–1972), deutscher Maurer, Ehrenbürger Stralsunds und Politiker (FDGB), MdV
- Sack, Peter (* 1979), deutscher Kugelstoßer
- Sack, Ralf (* 1966), deutscher Fußballspieler
- Sack, René (* 1976), deutscher Kugelstoßer und Leichtathletiktrainer
- Sack, Rudolf, deutscher Angler und Buchautor
- Sack, Rudolph (1824–1900), deutscher Maschinenbau-Unternehmer
- Sack, Sebastian (* 1981), deutscher Politiker (SPD), MdL Hessen
- Sack, Seymour (1929–2011), US-amerikanischer Physiker
- Sack, Siegfried (1527–1596), deutscher Theologe der Reformation und Domprediger am Magdeburger Dom
- Sack, Siegfried (* 1938), deutscher Kunsterzieher, Lehrer, Plastiker und Kunstmaler
- Sack, Siegmund von (1662–1740), preußischer Generalmajor, Kommandant der Festung Kolberg sowie Chef des Garnisonsbataillons Nr. 3
- Sack, Simon Heinrich (1723–1791), deutscher Jurist, Königlich Preußischer Hof- und Justiz-Commissions-Rat in Glogau, Stifter der Hofrat Simon Heinrich Sack’schen Familienstiftung
- Sack, Tom (* 1982), deutscher Kunsthändler und Rechtsanwalt, ehemaliger Kunstfälscher und Kunstbetrüger
- Sack, Vera (1927–2004), deutsche Bibliothekarin
- Sack, Wolff Caspar von (1679–1739), preußischer Landrat
- Sack, Wolfgang O. (1923–2005), deutsch-amerikanischer Veterinäranatom
- Sack-Dyckerhoff, Rosemarie (1917–2015), deutsche Bildhauerin
- Sacke, Georg (1902–1945), deutscher Historiker und Widerstandskämpfer
- Säckel, Hans (1920–2009), deutscher Fußballtrainer
- Sacken, Adolf von (1830–1900), österreichischer Feldmarschalleutnant und Archivar
- Sacken, Eduard von (1825–1883), österreichischer Altertumsforscher und Kunsthistoriker
- Sacken, Heinrich von († 1646), Oberrat und Landhofmeister im Herzogtum Kurland und Semgallen
- Sackenheim, August (1905–1979), deutscher Fußballspieler und -trainer
- Sackenheim, Frank (* 1976), deutscher Jazzmusiker (Saxophon, Bassklarinette, Komposition)
- Sackenheim, Friedrich Franz (1926–2011), deutscher Journalist
- Sackenheim, Peter, deutscher Fußballspieler
- Sackenheim, Rolf (1921–2006), deutscher Künstler, Graphiker und Hochschullehrer
- Sackenreuther, Ernst, deutscher Fußballschiedsrichter
- Säcker, Franz Jürgen (* 1941), deutscher Jurist, Professor für Zivilrecht
- Säcker, Horst (1941–2015), deutscher Jurist, ehemaliger Richter am Bundesverwaltungsgericht
- Sackersdorff, Franz (1804–1881), preußischer Generalmajor
- Sackett, Augustine (1841–1914), US-amerikanischer Unternehmer und Erfinder
- Sackett, David (1934–2015), kanadischer Mediziner
- Sackett, Frederic M. (1868–1941), US-amerikanischer Politiker
- Sackett, Schmuel (* 1961), israelischer Politiker und religiöser Zionist
- Sackett, Susan (* 1943), US-amerikanische Autorin
- Sackett, William A. (1811–1895), US-amerikanischer Jurist und Politiker
- Sackewitz, Christian (* 1955), deutscher Fußballspieler
- Sackey, Alberta (* 1972), ghanaische Fußballspielerin
- Sackey, Donaldson (* 1988), deutsch-togoischer Fußballspieler und Modedesigner
- Sackey, Elizabeth (* 1958), ghanaische Politikerin
- Sackey, Isaac (* 1994), ghanaischer Fußballspieler
- Sackey, Patience (* 1975), ghanaische Fußballspielerin
- Sackey, Paul (* 1979), englischer Rugbyspieler
- Sackhoff, Katee (* 1980), US-amerikanische SchauspielerinKatee Sackhoff (* 1980)

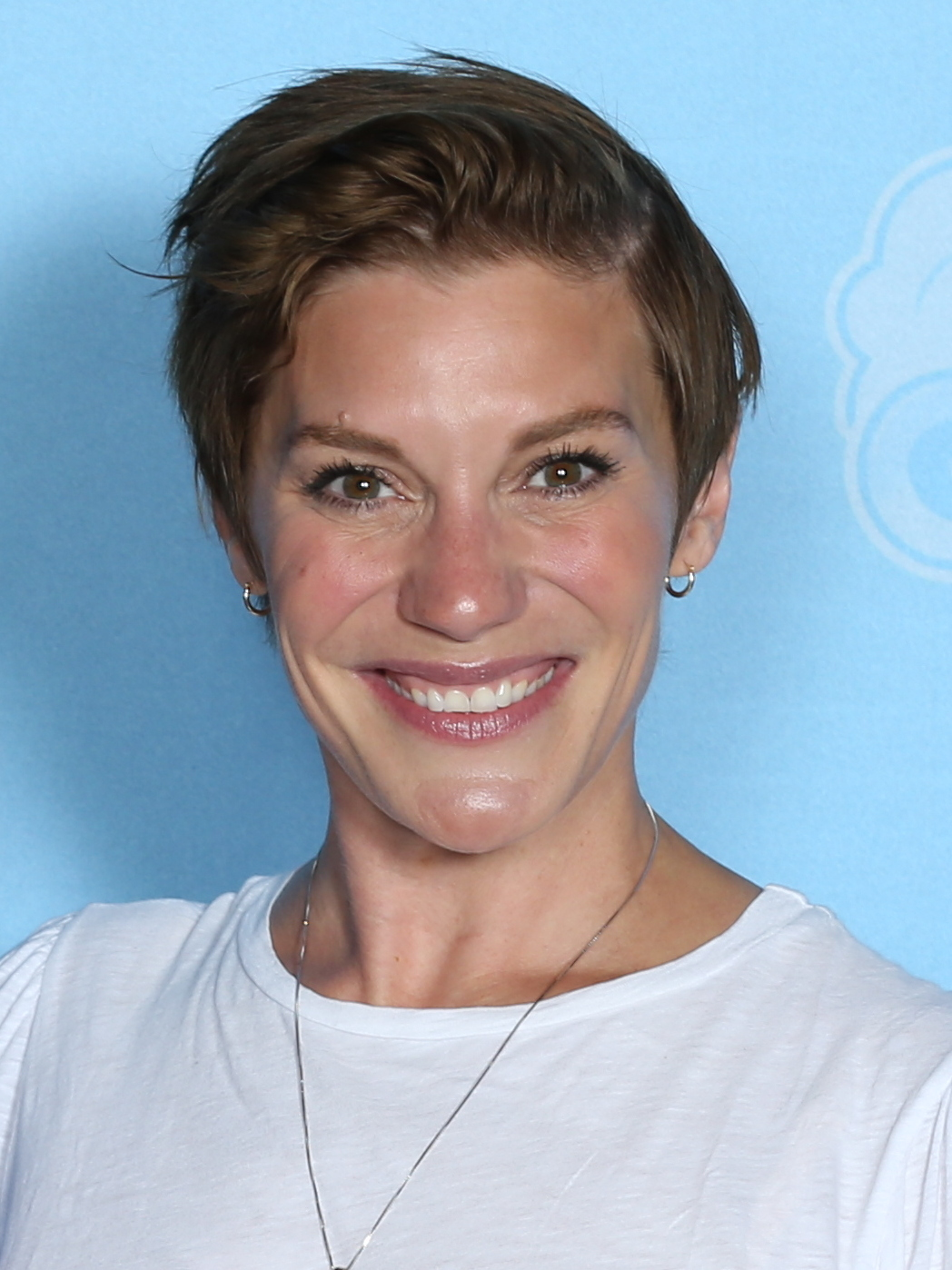
Katee Sackhoff (* 1980)

- Säckl, Peter (1939–2017), deutscher Architekt und Politiker (SPD), MdB
- Sackl, Regina (* 1959), österreichische Skirennläuferin
- Sackler, Arthur M. (1913–1987), amerikanischer Psychiater
- Sackler, Elizabeth (* 1948), amerikanische Historikerin und Philanthropin
- Sackler, Howard (1929–1982), US-amerikanischer Dramatiker und Drehbuchautor
- Sackler, Mortimer (1916–2010), amerikanischer Unternehmer und Mäzen
- Sackler, Raymond (1920–2017), amerikanischer Unternehmer und Mäzen
- Sackler, Richard (* 1945), US-amerikanischer Arzt und GeschäftsmannRichard Sackler (* 1945)

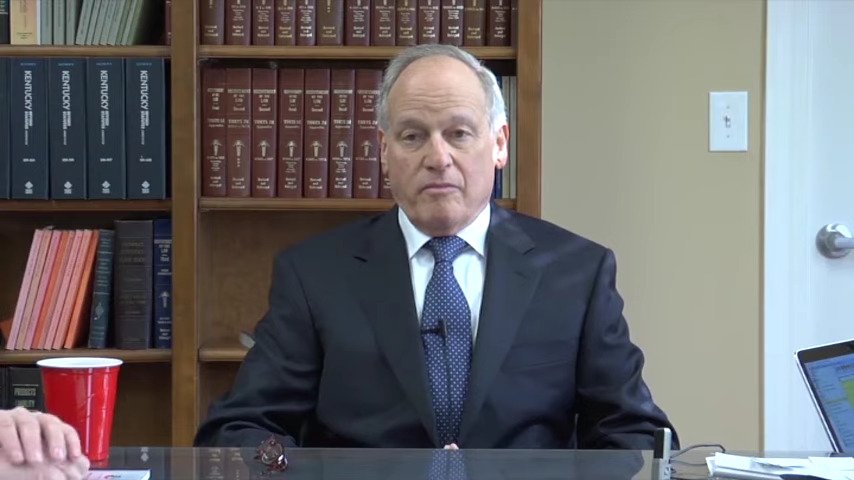
Richard Sackler (* 1945)

- Sackmann, Dominik (* 1960), Schweizer Musikwissenschaftler
- Sackmann, Eckart (* 1951), deutscher Comic-Verleger, Literaturhistoriker und Übersetzer
- Sackmann, Erich (1934–2024), deutscher Biophysiker und Professor für Experimentalphysik
- Sackmann, Franz (1888–1927), deutscher Schachkomponist
- Sackmann, Franz (1920–2011), deutscher Politiker (CSU), MdL
- Sackmann, Fred (1927–2008), deutscher TV-Moderator
- Sackmann, Horst (1921–1993), deutscher Physikochemiker
- Sackmann, Jacobus (1643–1718), deutscher evangelischer Theologe
- Sackmann, Jörg (* 1960), deutscher Koch
- Sackmann, Manfred-Michael (1952–2024), deutscher Fotograf
- Sackmann, Markus (1961–2015), deutscher Politiker (CSU), MdL
- Sackmann, Sonja A. (* 1955), deutsche Organisationspsychologin, Hochschullehrerin für Arbeits- und Organisationspsychologie an der Universität der Bundeswehr München
- Sacko, Falaye (* 1995), malischer Fußballspieler
- Sacko, Hadi (* 1994), malisch-französischer Fußballspieler
- Sacko, Josefa, angolanische Diplomatin und Kommissarin der Afrikanischen Union
- Sacko, Souleymane Dela (* 1984), nigrischer Fußballspieler
- Sacko, Soumana (* 1949), malischer Premierminister
- Sackritz, Gerd (* 1942), deutscher Fußballspieler
- Sacks, Andrew J. (* 1964), Filmproduzent
- Sacks, David O. (* 1972), südafrikanisch-US-amerikanischer Unternehmer, Filmproduzent, Podcaster und InvestorDavid O. Sacks (* 1972)

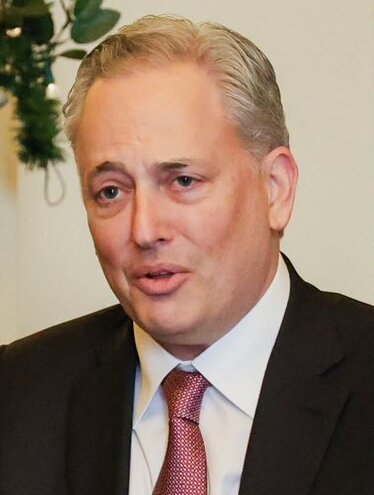
David O. Sacks (* 1972)

- Sacks, Gerald E. (1933–2019), US-amerikanischer mathematischer Logiker
- Sacks, Harvey (1935–1975), US-amerikanischer Soziologe
- Sacks, Jacob (* 1977), US-amerikanischer Jazzmusiker
- Sacks, Jonathan, Baron Sacks (1948–2020), britischer Großrabbiner und Politiker
- Sacks, Kerstin, deutsche Kraftsportlerin
- Sacks, Leon (1902–1972), US-amerikanischer Politiker
- Sacks, Michael (* 1948), US-amerikanischer ehemaliger Schauspieler
- Sacks, Oliver (1933–2015), britischer Neurologe und Autor populärwissenschaftlicher BücherOliver Sacks (1933–2015)

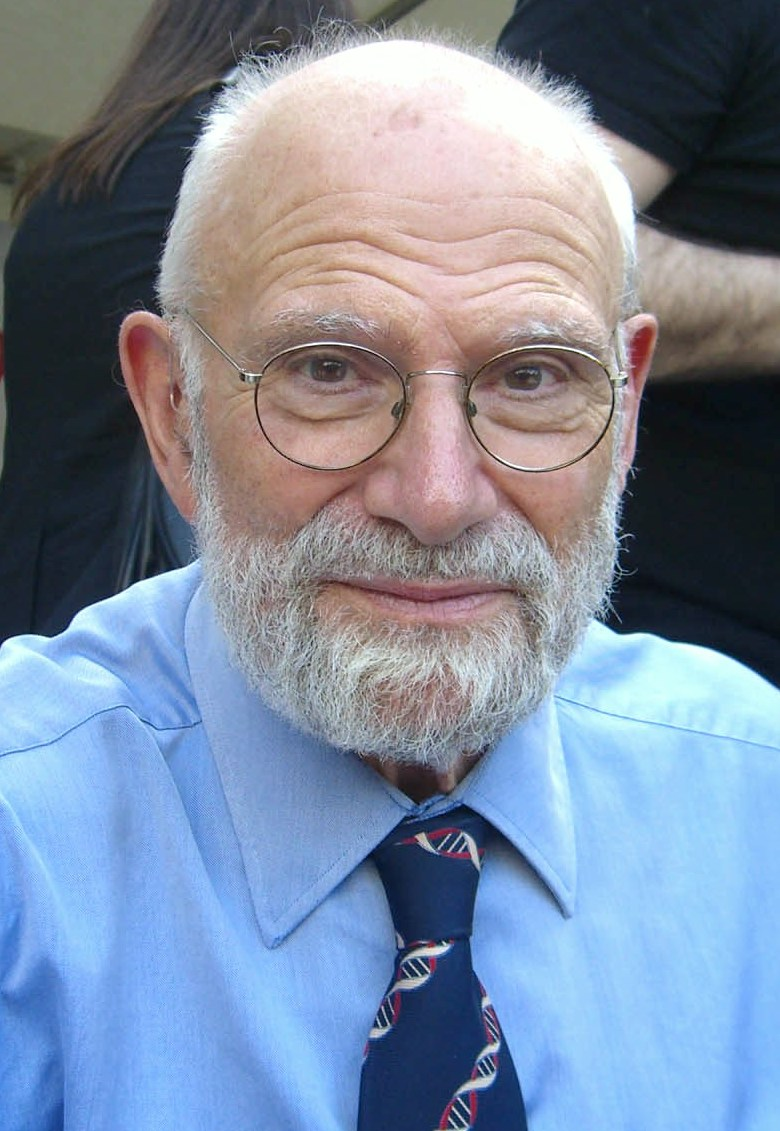
Oliver Sacks (1933–2015)

- Sacks, Ruth (* 1977), südafrikanische Künstlerin
- Sacksioni, Harry (* 1950), niederländischer Gitarrist und Komponist
- Sacksofsky, Günther (1901–1983), deutscher Polizeipräsident
- Sacksofsky, Ute (* 1960), deutsche Rechtswissenschaftlerin
- Sackson, Sid (1920–2002), US-amerikanischer Spieleautor
- Sackur, Ernst (1862–1901), deutscher Mediaevist
- Sackur, Otto (1880–1914), deutscher Physiker und Chemiker
- Sackville, Amy (* 1981), britische Schriftstellerin
- Sackville, George, 4. Duke of Dorset (1793–1815), britischer Peer und Politiker
- Sackville, Herbrand, 9. Earl De La Warr (1900–1976), britischer Politiker der Conservative Party und Peer
- Sackville, Idina (1893–1955), britische Adlige, Mitglied des Happy Valley Set
- Sackville, John (1484–1557), Parlamentsabgeordneter, lokaler Verwalter
- Sackville, Lionel, 1. Duke of Dorset (1688–1765), britischer Adliger und Politiker
- Sackville, Richard, 3. Earl of Dorset (1589–1624), englischer Adliger und Staatsmann
- Sackville, Thomas, 1. Earl of Dorset (1536–1608), englischer Staatsmann, Dramatiker und Dichter
- Sackville, William, 11. Earl De La Warr (* 1948), britischer Peer
- Sackville-West, Edward, 5. Baron Sackville (1901–1965), britischer Schriftsteller und Musikkritiker, Mitglied des House of Lords
- Sackville-West, Elizabeth, Countess De La Warr (1795–1870), britische Adelige
- Sackville-West, Vita (1892–1962), britische Schriftstellerin und GartengestalterinVita Sackville-West (1892–1962)

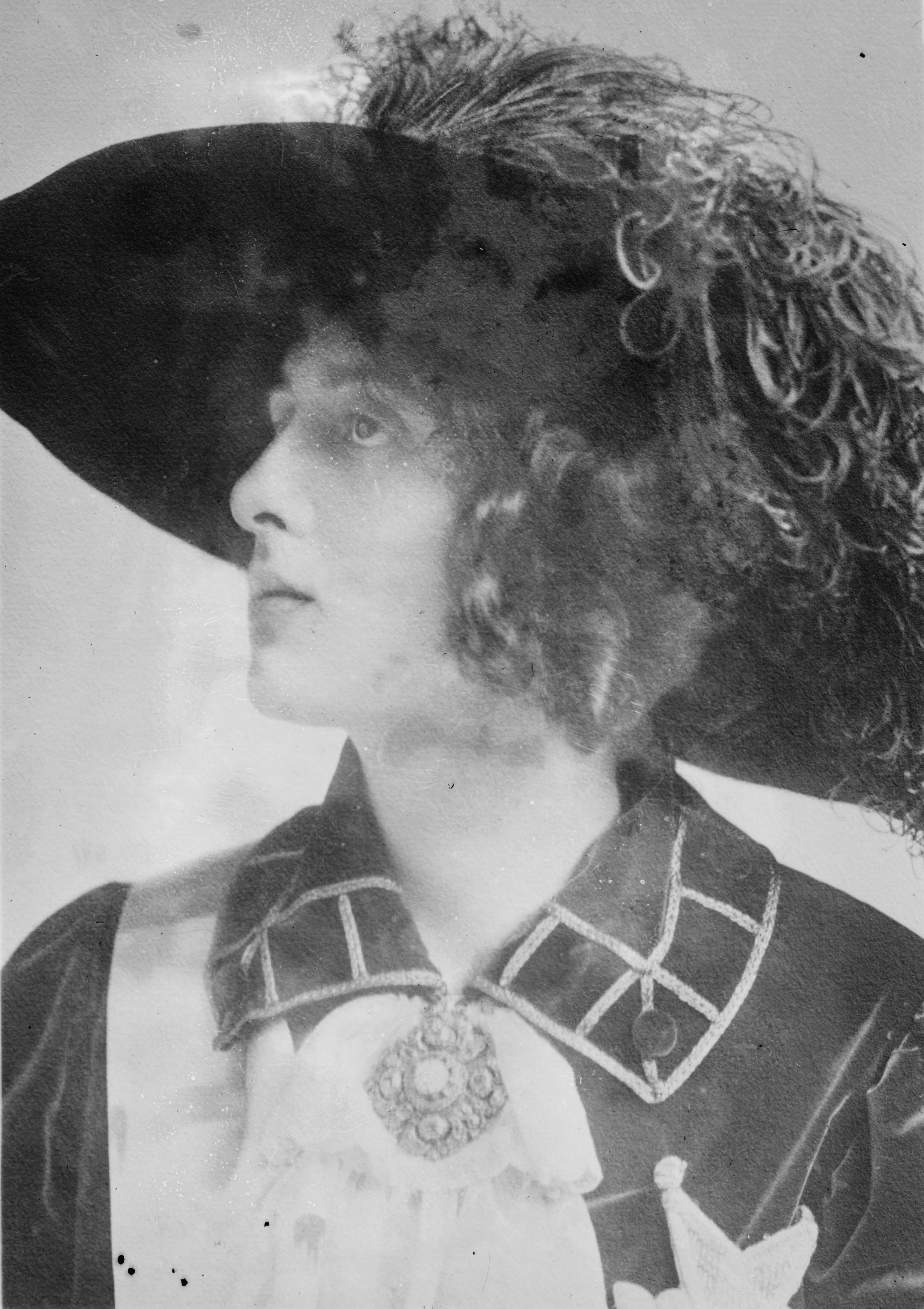
Vita Sackville-West (1892–1962)

### Saco
- Saco, Coli (* 2002), malisch-französischer Fußballspieler
- Saco, José Antonio (1797–1879), kubanischer Journalist
- Sacofsky, Lily (* 1994), britische Schauspielerin
- Sacolick, Bennet S., US-amerikanischer Offizier, Generalleutnant der US-Army
- Sacoor, Jonathan (* 1999), belgischer Sprinter

### Sacr
- Sacr[…], antiker römischer Toreut
- Sacramento Neto, Ana Paula (* 1962), angolanische Politikerin
- Sacramento, Carla (* 1971), portugiesische Leichtathletin
- Sacramento, Celmira (* 1975), sao-toméische Politikerin
- Sacramento, Euloge, beninischer Fußballspieler
- Sacramento, João (* 1989), portugiesischer Fußballtrainer
- Sacramone, Alicia (* 1987), US-amerikanische Turnerin
- Sacranie, Iqbal (* 1951), britischer Generalsekretär des Muslim Council of Britain, einer muslimischen Glaubensgemeinschaft in Großbritannien
- Sacras, Cedric (* 1996), luxemburgischer Fußballspieler
- Sacrati, Alfonso († 1647), italienischer Geistlicher
- Sacrati, Francesco (1567–1623), italienischer römisch-katholischer Bischof
- Sacrati, Francesco (1605–1650), italienischer Komponist
- Sacré, Émile, französischer Segler
- Sacré, James (* 1939), französischer Schriftsteller, Dichter und Literaturwissenschaftler
- Sacre, Robert (* 1989), US-amerikanisch-kanadischer Basketballspieler
- Sacripante, Carlo Maria (1689–1758), Kardinal der Römischen Kirche und Bischof des suburbikarischen Bistums Frascati
- Sacripante, Giuseppe († 1727), italienischer Geistlicher und Kardinal
- Sacripanti, Luciano (1927–2000), italienischer Regieassistent
- Sacristán, Eusebio (* 1964), spanischer Fußballspieler und -trainerEusebio Sacristán (* 1964)

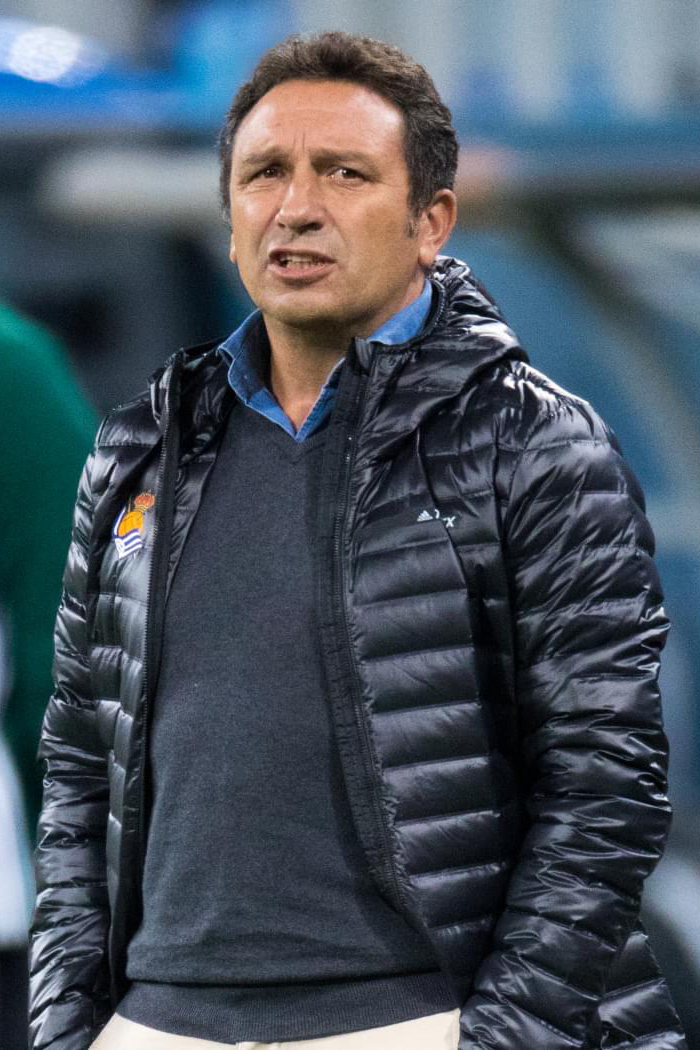
Eusebio Sacristán (* 1964)

### Sacy
- Sacy, Claude Louis Michel de (1746–1794), französischer Schriftsteller
- Sacy, Louis de (1654–1727), französischer Jurist und Schriftsteller